# Lista de bens tombados no Centro da cidade do Rio de Janeiro
A lista de bens tombados da Zona Central da cidade do Rio de Janeiro reúne itens do patrimônio cultural e histórico do Zona Central da cidade do Rio de Janeiro. Os atos de promoção e proteção desses patrimônios a nível municipal são de responsabilidade do Instituto Rio Patrimônio da Humanidade (IRPH), antiga Subsecretaria do Patrimônio Cultural, Intervenção Urbana, Arquitetura e Design (SUBPC). Os tombamentos estaduais foram realizados pelo Instituto Estadual do Patrimônio Cultural (INEPAC).
Dentre os patrimônios tombados estão os Arcos da Lapa, que é uma construção reconhecida pelo IPHAN, no contexto de preservação do patrimônio cultural e histórico brasileiro. O aqueduto foi construído em 1724 como forma de solucionar o abastecimento de água para a região. A estrutura canalizava águas das nascentes do Rio Carioca.
| Imagem | Bem | Data de fundação       | Coordenadas                                                                            | Tombamento | Referência |
| ------ | --- | ---------------------- | -------------------------------------------------------------------------------------- | --- | ---------- |
|        | A Doadora de Alfredo Ceschiatti                                                                           |                        | 22° 54′ 33″ S, 43° 11′ 21″ O                                                           | bem tombado pelo IRPH |            |
|        | A Fidelidade                                                                                              |                        | 22° 54′ 23″ S, 43° 10′ 57″ O                                                           | patrimônio registrado pelo Inventário de Monumentos RJ                                                                            |            |
|        | A Justiça                                                                                                 |                        | 22° 54′ 23″ S, 43° 10′ 58″ O                                                           | patrimônio registrado pelo Inventário de Monumentos RJ                                                                            |            |
|        | A Juventude, a Cultura e ao Esporte - depósito                                                            |                        | 22° 54′ 23″ S, 43° 11′ 52″ O                                                           | patrimônio registrado pelo Inventário de Monumentos RJ                                                                            |            |
|        | A Liberdade                                                                                               |                        | 22° 54′ 23″ S, 43° 10′ 57″ O                                                           | patrimônio registrado pelo Inventário de Monumentos RJ                                                                            |            |
|        | A União                                                                                                   |                        | 22° 54′ 23″ S, 43° 10′ 58″ O                                                           | patrimônio registrado pelo Inventário de Monumentos RJ                                                                            |            |
|        | Abraço - depósito                                                                                         |                        | 22° 54′ 21″ S, 43° 11′ 48″ O                                                           | patrimônio registrado pelo Inventário de Monumentos RJ                                                                            |            |
|        | Academia Brasileira de Letras                                                                             | 1896                   | 22° 54′ 39″ S, 43° 10′ 23″ O                                                           | bem tombado pelo INEPAC |            |
|        | Acervo Arquivístico da Mapoteca do Itamarati                                                              |                        | 22° 54′ 11″ S, 43° 11′ 17″ O                                                           | bem tombado pelo INEPAC |            |
|        | Acervo Arquivístico do Serviço de Documentação da Marinha e Arquivístico do Arquivo Histórico do Exército |                        |                                                                                        | bem tombado pelo INEPAC |            |
|        | Acervo Arquivístico e Bibliográfico do Museu Histórico Nacional                                           |                        |                                                                                        | bem tombado pelo INEPAC |            |
|        | Acervo Bibliográfico da Biblioteca Noronha Santos                                                         |                        |                                                                                        | bem tombado pelo INEPAC |            |
|        | Acervo Bibliográfico da Biblioteca Paulo Santos, sediada no Paço Imperial                                 |                        |                                                                                        | bem tombado pelo INEPAC |            |
|        | Acervo da Sociedade Brasileira de Belas Artes                                                             |                        |                                                                                        | bem tombado pelo INEPAC |            |
|        | Acervo do Arquivo Geral da Cidade do Rio de Janeiro                                                       |                        | 22° 54′ 34″ S, 43° 12′ 07″ O                                                           | bem tombado pelo INEPAC bem tombado pelo IRPH                                                                                     |            |
|        | Adolfo Bergamini                                                                                          | outubro de 1946        | 22° 54′ 44″ S, 43° 10′ 32″ O                                                           | patrimônio registrado pelo Inventário de Monumentos RJ                                                                            |            |
|        | Alberto Nepomuceno no Passeio Público                                                                     | abril de 1935          | 22° 54′ 49″ S, 43° 10′ 36″ O                                                           | patrimônio registrado pelo Inventário de Monumentos RJ                                                                            |            |
|        | Alfândega do Rio de Janeiro                                                                               | 13 de maio de 1820     | 22° 54′ 01″ S, 43° 10′ 35″ O                                                           | bem tombado pelo IPHAN |            |
|        | Algodoeira à Praia Marechal Floriano                                                                      |                        |                                                                                        | bem tombado pelo INEPAC |            |
|        | Almirante Pedro Max                                                                                       |                        | 22° 53′ 46″ S, 43° 10′ 49″ O                                                           | patrimônio registrado pelo Inventário de Monumentos RJ                                                                            |            |
|        | Almirante e Visconde de Inhaúma - depósito                                                                | abril de 2012          | 22° 54′ 24″ S, 43° 11′ 52″ O                                                           | patrimônio registrado pelo Inventário de Monumentos RJ                                                                            |            |
|        | Amendoeira à Praia dos Tamoios                                                                            |                        |                                                                                        | bem tombado pelo INEPAC |            |
|        | Amizade entre os Povos                                                                                    |                        | 22° 54′ 44″ S, 43° 10′ 24″ O                                                           | patrimônio registrado pelo Inventário de Monumentos RJ                                                                            |            |
|        | Amurada da Encosta do Terraço da Quinta da Boa Vista                                                      |                        | 22° 54′ 23″ S, 43° 13′ 35″ O                                                           | patrimônio registrado pelo Inventário de Monumentos RJ                                                                            |            |
|        | Amurada da Rua Aprazível                                                                                  |                        | 22° 55′ 29″ S, 43° 11′ 13″ O                                                           | patrimônio registrado pelo Inventário de Monumentos RJ                                                                            |            |
|        | Amurada de Pedra                                                                                          |                        | 22° 55′ 30″ S, 43° 11′ 14″ O                                                           | bem tombado pelo IRPH |            |
|        | Amurada de Rocaille do Jardim do Valongo                                                                  | janeiro de 1906        | 22° 53′ 55″ S, 43° 11′ 15″ O                                                           | patrimônio registrado pelo Inventário de Monumentos RJ                                                                            |            |
|        | Amurada do Campo de São Cristovão                                                                         | novembro de 1906       | 22° 53′ 57″ S, 43° 13′ 19″ O                                                           | patrimônio registrado pelo Inventário de Monumentos RJ                                                                            |            |
|        | Amurada do Catumbi                                                                                        | janeiro de 1816        | 22° 54′ 42″ S, 43° 11′ 42″ O                                                           | patrimônio registrado pelo Inventário de Monumentos RJ                                                                            |            |
|        | Amurada do Jardim de Valongo                                                                              | janeiro de 1906        | 22° 53′ 56″ S, 43° 11′ 16″ O                                                           | patrimônio registrado pelo Inventário de Monumentos RJ                                                                            |            |
|        | Amurada do Largo dos Guimarães                                                                            |                        | 22° 55′ 18″ S, 43° 11′ 09″ O                                                           | patrimônio registrado pelo Inventário de Monumentos RJ                                                                            |            |
|        | Amurada do Parque Darke de Mattos                                                                         |                        | 22° 46′ 04″ S, 43° 06′ 42″ O                                                           | patrimônio registrado pelo Inventário de Monumentos RJ                                                                            |            |
|        | Amurada do Terraço da Quinta da Boa Vista                                                                 |                        | 22° 54′ 19″ S, 43° 13′ 30″ O                                                           | patrimônio registrado pelo Inventário de Monumentos RJ                                                                            |            |
|        | América                                                                                                   | outubro de 1910        | 22° 54′ 21″ S, 43° 13′ 32″ O                                                           | patrimônio registrado pelo Inventário de Monumentos RJ                                                                            |            |
|        | Ana Néri                                                                                                  | dezembro de 1956       | 22° 54′ 42″ S, 43° 11′ 17″ O                                                           | patrimônio registrado pelo Inventário de Monumentos RJ                                                                            |            |
|        | Ancoramar                                                                                                 | 1933                   | 22° 54′ 15″ S, 43° 10′ 12″ O                                                           | bem tombado pelo INEPAC |            |
|        | Andre Thevet                                                                                              |                        | 22° 46′ 03″ S, 43° 06′ 23″ O                                                           | patrimônio registrado pelo Inventário de Monumentos RJ                                                                            |            |
|        | Antiga Caixa de Amortização                                                                               |                        | 22° 53′ 59″ S, 43° 10′ 48″ O                                                           | bem tombado pelo INEPAC |            |
|        | Antiga Estação da Linha de Carris e Vila Guarani                                                          |                        | 22° 54′ 22″ S, 43° 12′ 29″ O                                                           | bem tombado pelo INEPAC |            |
|        | Antiga Fábrica de Gás                                                                                     |                        | 22° 54′ 27″ S, 43° 12′ 00″ O                                                           | bem tombado pelo INEPAC |            |
|        | Antiga Imprensa Nacional                                                                                  |                        | 22° 53′ 47″ S, 43° 10′ 58″ O                                                           | bem tombado pelo INEPAC |            |
|        | Antiga sede da Procuradoria Geral do Estado                                                               |                        | 22° 54′ 15″ S, 43° 10′ 23″ O                                                           | bem tombado pelo INEPAC |            |
|        | Antigo Banco Boavista e Painel de Portinari                                                               |                        | 22° 54′ 01″ S, 43° 10′ 42″ O                                                           | bem tombado pelo INEPAC |            |
|        | Antigo Ministério do Trabalho                                                                             |                        | 22° 54′ 32″ S, 43° 10′ 22″ O                                                           | bem tombado pelo INEPAC |            |
|        | Antigo Solar do Visconde do Rio Seco                                                                      |                        | 22° 54′ 27″ S, 43° 11′ 02″ O                                                           | bem tombado pelo INEPAC bem tombado pelo IPHAN                                                                                    |            |
|        | Antonio Januzzi - depósito                                                                                |                        | 22° 54′ 24″ S, 43° 11′ 50″ O                                                           | patrimônio registrado pelo Inventário de Monumentos RJ                                                                            |            |
|        | Ao Doutor Aristão                                                                                         |                        | 22° 45′ 24″ S, 43° 06′ 37″ O                                                           | patrimônio registrado pelo Inventário de Monumentos RJ                                                                            |            |
|        | Ao Infante Dom Henrique                                                                                   |                        | 22° 54′ 51″ S, 43° 10′ 28″ O                                                           | patrimônio registrado pelo Inventário de Monumentos RJ                                                                            |            |
|        | Ao Nunca Mais                                                                                             |                        | 22° 54′ 41″ S, 43° 10′ 33″ O                                                           | patrimônio registrado pelo Inventário de Monumentos RJ                                                                            |            |
|        | Aqueduto da Carioca                                                                                       |                        | 22° 54′ 45″ S, 43° 10′ 47″ O                                                           | bem tombado pelo IPHAN Património de Influência Portuguesa (base de dados) patrimônio registrado pelo Inventário de Monumentos RJ |            |
|        | Aquário da Quinta da Boa Vista                                                                            |                        | 22° 54′ 23″ S, 43° 13′ 42″ O                                                           | patrimônio registrado pelo Inventário de Monumentos RJ                                                                            |            |
|        | Arco do Teles                                                                                             |                        | 22° 54′ 10″ S, 43° 10′ 29″ O                                                           | bem tombado pelo IPHAN Património de Influência Portuguesa (base de dados) patrimônio registrado pelo Inventário de Monumentos RJ |            |
|        | Ashbel Green Simenton e Helen                                                                             | agosto de 2009         | 22° 54′ 27″ S, 43° 10′ 53″ O                                                           | patrimônio registrado pelo Inventário de Monumentos RJ                                                                            |            |
|        | Assis Chateaubriand - depósito                                                                            |                        | 22° 54′ 21″ S, 43° 11′ 51″ O                                                           | patrimônio registrado pelo Inventário de Monumentos RJ                                                                            |            |
|        | Associação Centro Cultural Estudantina                                                                    |                        |                                                                                        | bem tombado pelo IRPH |            |
|        | Ataulfo de Paiva - depósito                                                                               |                        | 22° 54′ 21″ S, 43° 11′ 51″ O                                                           | patrimônio registrado pelo Inventário de Monumentos RJ                                                                            |            |
|        | Atílio Correia Lima                                                                                       | janeiro de 1994        | 22° 54′ 21″ S, 43° 10′ 06″ O                                                           | patrimônio registrado pelo Inventário de Monumentos RJ                                                                            |            |
|        | Automóvel Clube do Rio de Janeiro                                                                         |                        | 22° 54′ 49″ S, 43° 10′ 40″ O                                                           | bem tombado pelo INEPAC |            |
|        | Avenida Rio Branco                                                                                        | 7 de setembro de 1904  | 22° 54′ 17″ S, 43° 10′ 39″ O                                                           | bem tombado pelo IPHAN |            |
|        | Banco Aos Velhos Pescadores                                                                               |                        | 22° 45′ 56″ S, 43° 06′ 37″ O                                                           | patrimônio registrado pelo Inventário de Monumentos RJ                                                                            |            |
|        | Banco Gota d'Água                                                                                         |                        | 22° 54′ 20″ S, 43° 10′ 14″ O                                                           | patrimônio registrado pelo Inventário de Monumentos RJ                                                                            |            |
|        | Banco da Rua Padre Juvenal                                                                                |                        | 22° 45′ 17″ S, 43° 06′ 38″ O                                                           | patrimônio registrado pelo Inventário de Monumentos RJ                                                                            |            |
|        | Banco de Burle Marx, Praça Salgado Filho                                                                  | janeiro de 1838        | 22° 54′ 41″ S, 43° 10′ 02″ O                                                           | patrimônio registrado pelo Inventário de Monumentos RJ                                                                            |            |
|        | Banco de Pedra de Paquetá                                                                                 |                        | 22° 45′ 57″ S, 43° 06′ 37″ O                                                           | patrimônio registrado pelo Inventário de Monumentos RJ                                                                            |            |
|        | Banco de Peixe da Praia José Bonifácio                                                                    |                        | 22° 45′ 56″ S, 43° 06′ 37″ O                                                           | patrimônio registrado pelo Inventário de Monumentos RJ                                                                            |            |
|        | Banco de Peixe da Praça Pedro Bruno                                                                       |                        | 22° 45′ 44″ S, 43° 06′ 26″ O                                                           | patrimônio registrado pelo Inventário de Monumentos RJ                                                                            |            |
|        | Banco de Rocaille de Paquetá                                                                              |                        | 22° 46′ 02″ S, 43° 06′ 41″ O                                                           | patrimônio registrado pelo Inventário de Monumentos RJ                                                                            |            |
|        | Banco do Recanto Glaziou                                                                                  | janeiro de 1862        | 22° 54′ 46″ S, 43° 10′ 35″ O                                                           | patrimônio registrado pelo Inventário de Monumentos RJ                                                                            |            |
|        | Banco e Mesa à Árvore                                                                                     |                        | 22° 46′ 01″ S, 43° 06′ 48″ O                                                           | patrimônio registrado pelo Inventário de Monumentos RJ                                                                            |            |
|        | Banco na Encosta em Paquetá                                                                               |                        | 22° 46′ 03″ S, 43° 06′ 41″ O                                                           | patrimônio registrado pelo Inventário de Monumentos RJ                                                                            |            |
|        | Baobah Maria Gorda à Praia dos Tamoios                                                                    |                        |                                                                                        | bem tombado pelo INEPAC |            |
|        | Barão de Ladário                                                                                          |                        | 22° 53′ 57″ S, 43° 10′ 36″ O                                                           | patrimônio registrado pelo Inventário de Monumentos RJ                                                                            |            |
|        | Barão de Mauá                                                                                             |                        | 22° 53′ 46″ S, 43° 10′ 49″ O                                                           | patrimônio registrado pelo Inventário de Monumentos RJ                                                                            |            |
|        | Barão de Mauá na Rua da Candelária                                                                        |                        | 22° 54′ 06″ S, 43° 10′ 38″ O                                                           | patrimônio registrado pelo Inventário de Monumentos RJ                                                                            |            |
|        | Barão do Rio Branco                                                                                       | setembro de 1943       | 22° 54′ 25″ S, 43° 10′ 23″ O                                                           | patrimônio registrado pelo Inventário de Monumentos RJ                                                                            |            |
|        | Bebedouro Tronco de Arvore da Quinta da Boa Vista                                                         |                        | 22° 54′ 23″ S, 43° 13′ 22″ O                                                           | patrimônio registrado pelo Inventário de Monumentos RJ                                                                            |            |
|        | Bebedouro Tronco de Árvore do Campo de Santana                                                            |                        | 22° 54′ 26″ S, 43° 11′ 23″ O                                                           | patrimônio registrado pelo Inventário de Monumentos RJ                                                                            |            |
|        | Bebedouro de Fídias                                                                                       |                        | 22° 45′ 45″ S, 43° 06′ 27″ O                                                           | patrimônio registrado pelo Inventário de Monumentos RJ                                                                            |            |
|        | Bebedouro dos Pássaros I                                                                                  |                        | 22° 45′ 41″ S, 43° 06′ 28″ O                                                           | patrimônio registrado pelo Inventário de Monumentos RJ                                                                            |            |
|        | Bebedouro dos Pássaros II                                                                                 |                        | 22° 45′ 12″ S, 43° 06′ 38″ O                                                           | patrimônio registrado pelo Inventário de Monumentos RJ                                                                            |            |
|        | Bebedouro dos Pássaros III                                                                                |                        | 22° 45′ 50″ S, 43° 06′ 36″ O                                                           | patrimônio registrado pelo Inventário de Monumentos RJ                                                                            |            |
|        | Beethoven                                                                                                 |                        | 22° 45′ 30″ S, 43° 06′ 31″ O                                                           | patrimônio registrado pelo Inventário de Monumentos RJ                                                                            |            |
|        | Benjamim Constant                                                                                         |                        | 22° 54′ 23″ S, 43° 11′ 19″ O                                                           | patrimônio registrado pelo Inventário de Monumentos RJ                                                                            |            |
|        | Bernardo Pereira de Vasconcelos                                                                           |                        | 22° 54′ 07″ S, 43° 11′ 04″ O                                                           | patrimônio registrado pelo Inventário de Monumentos RJ                                                                            |            |
|        | Biblioteca Nacional do Brasil                                                                             | 1810                   | 22° 54′ 35″ S, 43° 10′ 32″ O                                                           | bem tombado pelo INEPAC bem tombado pelo IPHAN                                                                                    |            |
|        | Bonde de Santa Teresa                                                                                     |                        | 22° 54′ 46″ S, 43° 10′ 48″ O                                                           | bem tombado pelo INEPAC |            |
|        | Brasil |                        | 22° 54′ 32″ S, 43° 10′ 47″ O                                                           | patrimônio registrado pelo Inventário de Monumentos RJ                                                                            |            |
|        | Buarque de Macedo                                                                                         |                        | 22° 54′ 38″ S, 43° 10′ 09″ O                                                           | patrimônio registrado pelo Inventário de Monumentos RJ                                                                            |            |
|        | Buraco do Lume                                                                                            |                        | 22° 54′ 22″ S, 43° 10′ 34″ O                                                           | bem tombado pelo IRPH |            |
|        | Busto Não Identificado I - depósito                                                                       |                        | 22° 54′ 23″ S, 43° 11′ 48″ O                                                           | patrimônio registrado pelo Inventário de Monumentos RJ                                                                            |            |
|        | Busto Não Identificado II - depósito                                                                      |                        | 22° 54′ 24″ S, 43° 11′ 49″ O                                                           | patrimônio registrado pelo Inventário de Monumentos RJ                                                                            |            |
|        | Busto Não Identificado III - depósito                                                                     |                        | 22° 54′ 24″ S, 43° 11′ 50″ O                                                           | patrimônio registrado pelo Inventário de Monumentos RJ                                                                            |            |
|        | Busto de Evaristo de Morais                                                                               |                        | 22° 54′ 43″ S, 43° 10′ 31″ O                                                           | patrimônio registrado pelo Inventário de Monumentos RJ                                                                            |            |
|        | Cabeça Não Identificada I - depósito                                                                      |                        | 22° 54′ 21″ S, 43° 11′ 50″ O                                                           | patrimônio registrado pelo Inventário de Monumentos RJ                                                                            |            |
|        | Cabeça Não Identificada II - depósito                                                                     |                        | 22° 54′ 24″ S, 43° 11′ 49″ O                                                           | patrimônio registrado pelo Inventário de Monumentos RJ                                                                            |            |
|        | Cabeça Não Identificada III - depósito                                                                    |                        | 22° 54′ 21″ S, 43° 11′ 48″ O                                                           | patrimônio registrado pelo Inventário de Monumentos RJ                                                                            |            |
|        | Cabeça Não Identificada IV - depósito                                                                     |                        | 22° 54′ 21″ S, 43° 11′ 49″ O                                                           | patrimônio registrado pelo Inventário de Monumentos RJ                                                                            |            |
|        | Cabeça Não Identificada V - depósito                                                                      |                        | 22° 54′ 22″ S, 43° 11′ 52″ O                                                           | patrimônio registrado pelo Inventário de Monumentos RJ                                                                            |            |
|        | Cacique Tamoio Guaixara                                                                                   |                        | 22° 45′ 35″ S, 43° 06′ 29″ O                                                           | patrimônio registrado pelo Inventário de Monumentos RJ                                                                            |            |
|        | Cais do Chafariz da Praça XV de Novembro                                                                  |                        | 22° 54′ 08″ S, 43° 10′ 25″ O                                                           | patrimônio registrado pelo Inventário de Monumentos RJ                                                                            |            |
|        | Cais do Valongo                                                                                           | 1811                   | 22° 53′ 50″ S, 43° 11′ 15″ O                                                           | Património Mundial da Unesco patrimônio registrado pelo Inventário de Monumentos RJ                                               |            |
|        | Campo de Santana                                                                                          |                        | 22° 54′ 24″ S, 43° 11′ 19″ O                                                           | bem tombado pelo INEPAC Património de Influência Portuguesa (base de dados)                                                       |            |
|        | Candido de Oliveira                                                                                       | junho de 1991          | 22° 54′ 27″ S, 43° 11′ 26″ O                                                           | patrimônio registrado pelo Inventário de Monumentos RJ                                                                            |            |
|        | Canhão de Dom João                                                                                        |                        | 22° 45′ 33″ S, 43° 06′ 30″ O                                                           | patrimônio registrado pelo Inventário de Monumentos RJ                                                                            |            |
|        | Canto das Sereias                                                                                         |                        | 22° 54′ 20″ S, 43° 13′ 18″ O                                                           | patrimônio registrado pelo Inventário de Monumentos RJ                                                                            |            |
|        | Capela de Nossa Senhora das Dores                                                                         |                        |                                                                                        | bem tombado pelo IRPH |            |
|        | Caramanchão Belvedere de Praça Bom Jesus                                                                  |                        | 22° 45′ 41″ S, 43° 06′ 29″ O                                                           | patrimônio registrado pelo Inventário de Monumentos RJ                                                                            |            |
|        | Caramanchão da Praça Pedro Bruno                                                                          |                        | 22° 45′ 44″ S, 43° 06′ 27″ O                                                           | patrimônio registrado pelo Inventário de Monumentos RJ                                                                            |            |
|        | Caramanchão do Parque dos Tamoios                                                                         |                        | 22° 45′ 23″ S, 43° 06′ 28″ O                                                           | patrimônio registrado pelo Inventário de Monumentos RJ                                                                            |            |
|        | Carlos Gomes em Paquetá                                                                                   |                        | 22° 45′ 23″ S, 43° 06′ 28″ O                                                           | patrimônio registrado pelo Inventário de Monumentos RJ                                                                            |            |
|        | Carlos Gomes na Cinelândia                                                                                | janeiro de 1960        | 22° 54′ 35″ S, 43° 10′ 36″ O                                                           | patrimônio registrado pelo Inventário de Monumentos RJ                                                                            |            |
|        | Cartola                                                                                                   |                        | 22° 54′ 06″ S, 43° 14′ 28″ O                                                           | patrimônio registrado pelo Inventário de Monumentos RJ                                                                            |            |
|        | Casa Cavé                                                                                                 |                        | 22° 54′ 21″ S, 43° 10′ 45″ O                                                           | bem tombado pelo INEPAC |            |
|        | Casa Daniel                                                                                               |                        |                                                                                        | bem tombado pelo IRPH |            |
|        | Casa França-Brasil                                                                                        | 29 de março de 1990    | 22° 54′ 01″ S, 43° 10′ 35″ O                                                           | Património de Influência Portuguesa (base de dados) bem tombado pelo IPHAN                                                        |            |
|        | Casa da Marquesa de Santos                                                                                |                        | 22° 54′ 16″ S, 43° 13′ 01″ O                                                           | bem tombado pelo IPHAN |            |
|        | Casa da Moeda do Brasil                                                                                   | 8 de março de 1694     | 22° 54′ 23″ S, 43° 11′ 27″ O                                                           | bem tombado pelo IPHAN |            |
|        | Casa de Banho de Dom João VI                                                                              |                        | 22° 52′ 44″ S, 43° 12′ 43″ O                                                           | Património de Influência Portuguesa (base de dados) bem tombado pelo IPHAN                                                        |            |
|        | Casa de Cecília Meirelles                                                                                 |                        |                                                                                        | bem tombado pelo IRPH |            |
|        | Casa do Bispo                                                                                             |                        | 22° 55′ 34″ S, 43° 12′ 37″ O                                                           | Património de Influência Portuguesa (base de dados) bem tombado pelo IPHAN                                                        |            |
|        | Cascata - Jardim do Valongo                                                                               | janeiro de 1906        | 22° 53′ 55″ S, 43° 11′ 15″ O                                                           | patrimônio registrado pelo Inventário de Monumentos RJ                                                                            |            |
|        | Cascata da Quinta da Boa Vista                                                                            |                        | 22° 54′ 15″ S, 43° 13′ 32″ O                                                           | patrimônio registrado pelo Inventário de Monumentos RJ                                                                            |            |
|        | Cascata de Rocaille do Passeio Público                                                                    |                        | 22° 54′ 47″ S, 43° 10′ 35″ O                                                           | patrimônio registrado pelo Inventário de Monumentos RJ                                                                            |            |
|        | Cascata do Campo de Santana                                                                               |                        | 22° 54′ 27″ S, 43° 11′ 22″ O                                                           | patrimônio registrado pelo Inventário de Monumentos RJ                                                                            |            |
|        | Cascata dos Deuses                                                                                        |                        | 22° 54′ 25″ S, 43° 10′ 22″ O                                                           | patrimônio registrado pelo Inventário de Monumentos RJ                                                                            |            |
|        | Castelo                                                                                                   |                        |                                                                                        | bem tombado pelo IRPH |            |
|        | Castelo do Valentim                                                                                       |                        | 22° 55′ 31″ S, 43° 11′ 22″ O                                                           | bem tombado pelo IRPH |            |
|        | Castro Alves do Passeio Público                                                                           |                        | 22° 54′ 48″ S, 43° 10′ 35″ O                                                           | patrimônio registrado pelo Inventário de Monumentos RJ                                                                            |            |
|        | Catulo da Paixão Cearense                                                                                 | janeiro de 1940        | 22° 54′ 46″ S, 43° 10′ 31″ O                                                           | patrimônio registrado pelo Inventário de Monumentos RJ                                                                            |            |
|        | Cemitério dos Ingleses                                                                                    | 1811                   | 22° 53′ 53″ S, 43° 11′ 48″ O                                                           | bem tombado pelo INEPAC |            |
|        | Centro Cultural José Bonifácio                                                                            |                        |                                                                                        | bem tombado pelo IRPH |            |
|        | Centro Hípico do Exército                                                                                 |                        |                                                                                        | bem tombado pelo IRPH |            |
|        | Centro Municipal de Saúde Oswaldo Cruz                                                                    | 1914                   | 22° 54′ 48″ S, 43° 11′ 13″ O                                                           | bem tombado pelo INEPAC |            |
|        | Ceres do Jardim de Valongo                                                                                |                        | 22° 53′ 55″ S, 43° 11′ 16″ O                                                           | patrimônio registrado pelo Inventário de Monumentos RJ                                                                            |            |
|        | Chafariz Dança das Águas                                                                                  |                        | 22° 54′ 39″ S, 43° 12′ 24″ O                                                           | patrimônio registrado pelo Inventário de Monumentos RJ                                                                            |            |
|        | Chafariz Monumental                                                                                       |                        | 22° 54′ 45″ S, 43° 10′ 32″ O                                                           | patrimônio registrado pelo Inventário de Monumentos RJ                                                                            |            |
|        | Chafariz Mulher e o Menino                                                                                |                        | 22° 53′ 58″ S, 43° 12′ 05″ O                                                           | patrimônio registrado pelo Inventário de Monumentos RJ                                                                            |            |
|        | Chafariz Oferenda ou Mulher com Ânfora                                                                    |                        | 22° 54′ 02″ S, 43° 10′ 37″ O                                                           | patrimônio registrado pelo Inventário de Monumentos RJ                                                                            |            |
|        | Chafariz Paulo Fernandes                                                                                  | janeiro de 1816        | 22° 54′ 42″ S, 43° 11′ 40″ O                                                           | patrimônio registrado pelo Inventário de Monumentos RJ Património de Influência Portuguesa (base de dados) bem tombado pelo IPHAN |            |
|        | Chafariz Rua do Riachuelo                                                                                 |                        | 22° 54′ 54″ S, 43° 11′ 11″ O                                                           | Património de Influência Portuguesa (base de dados) bem tombado pelo IPHAN                                                        |            |
|        | Chafariz da Avenida Brigadeiro Trompowsk - depósito                                                       |                        | 22° 54′ 22″ S, 43° 11′ 48″ O                                                           | patrimônio registrado pelo Inventário de Monumentos RJ                                                                            |            |
|        | Chafariz da Imperatriz                                                                                    |                        | 22° 53′ 48″ S, 43° 11′ 14″ O                                                           | patrimônio registrado pelo Inventário de Monumentos RJ                                                                            |            |
|        | Chafariz da Pira do Povo                                                                                  |                        | 22° 54′ 01″ S, 43° 10′ 35″ O                                                           | patrimônio registrado pelo Inventário de Monumentos RJ                                                                            |            |
|        | Chafariz da Praça Paulo de Frontin                                                                        |                        | 22° 55′ 29″ S, 43° 12′ 33″ O                                                           | patrimônio registrado pelo Inventário de Monumentos RJ                                                                            |            |
|        | Chafariz da Praça Varnhagem - depósito                                                                    |                        | 22° 54′ 23″ S, 43° 11′ 52″ O                                                           | patrimônio registrado pelo Inventário de Monumentos RJ                                                                            |            |
|        | Chafariz da Serpente                                                                                      |                        | 22° 54′ 22″ S, 43° 13′ 21″ O                                                           | patrimônio registrado pelo Inventário de Monumentos RJ                                                                            |            |
|        | Chafariz da antiga sede BNH, atual Caixa Economica                                                        | janeiro de 1973        | 22° 54′ 32″ S, 43° 10′ 49″ O                                                           | patrimônio registrado pelo Inventário de Monumentos RJ                                                                            |            |
|        | Chafariz das Três Velas                                                                                   |                        | 22° 54′ 24″ S, 43° 11′ 49″ O                                                           | patrimônio registrado pelo Inventário de Monumentos RJ                                                                            |            |
|        | Chafariz do BNDES                                                                                         | janeiro de 1981        | 22° 54′ 31″ S, 43° 10′ 42″ O                                                           | patrimônio registrado pelo Inventário de Monumentos RJ                                                                            |            |
|        | Chafariz do Campo de São Cristovão - depósito                                                             |                        | 22° 54′ 23″ S, 43° 11′ 48″ O                                                           | patrimônio registrado pelo Inventário de Monumentos RJ                                                                            |            |
|        | Chafariz do Lagarto                                                                                       |                        | 22° 54′ 43″ S, 43° 11′ 43″ O                                                           | patrimônio registrado pelo Inventário de Monumentos RJ bem tombado pelo IPHAN Património de Influência Portuguesa (base de dados) |            |
|        | Chafariz do Largo do Tanque - depósito                                                                    |                        | 22° 54′ 24″ S, 43° 11′ 51″ O                                                           | patrimônio registrado pelo Inventário de Monumentos RJ                                                                            |            |
|        | Chafariz do Mestre Valentim                                                                               | 1789                   | 22° 54′ 10″ S, 43° 10′ 26″ O                                                           | bem tombado pelo IPHAN patrimônio registrado pelo Inventário de Monumentos RJ Património de Influência Portuguesa (base de dados) |            |
|        | Chafariz do Monroe                                                                                        |                        |                                                                                        | bem tombado pelo IRPH |            |
|        | Chafariz do Museu Historico Nacional                                                                      |                        | 22° 54′ 21″ S, 43° 10′ 14″ O                                                           | patrimônio registrado pelo Inventário de Monumentos RJ                                                                            |            |
|        | Chafariz do Palácio Duque de Caxias                                                                       |                        | 22° 54′ 14″ S, 43° 11′ 24″ O                                                           | patrimônio registrado pelo Inventário de Monumentos RJ                                                                            |            |
|        | Chafariz do Riachuelo                                                                                     | janeiro de 1817        | 22° 54′ 54″ S, 43° 11′ 11″ O                                                           | patrimônio registrado pelo Inventário de Monumentos RJ                                                                            |            |
|        | Chaminé do Catumbi                                                                                        |                        | 22° 55′ 05″ S, 43° 11′ 39″ O                                                           | patrimônio registrado pelo Inventário de Monumentos RJ                                                                            |            |
|        | Chapelaria A Radiante                                                                                     |                        |                                                                                        | bem tombado pelo IRPH |            |
|        | Chico Xavier - depósito                                                                                   |                        | 22° 54′ 21″ S, 43° 11′ 49″ O                                                           | patrimônio registrado pelo Inventário de Monumentos RJ                                                                            |            |
|        | Chiquinha Gonzaga no Passeio Público                                                                      |                        | 22° 54′ 48″ S, 43° 10′ 39″ O                                                           | patrimônio registrado pelo Inventário de Monumentos RJ                                                                            |            |
|        | Chácara do Viegas                                                                                         |                        |                                                                                        | bem tombado pelo INEPAC |            |
|        | Cine Santa Teresa                                                                                         | 2002                   | 22° 55′ 18″ S, 43° 11′ 18″ O                                                           | bem tombado pelo IRPH |            |
|        | Cine-Theatro Íris                                                                                         |                        | 22° 54′ 25″ S, 43° 10′ 50″ O                                                           | bem tombado pelo INEPAC |            |
|        | Cinemas Palácio 1 e 2                                                                                     |                        |                                                                                        | bem tombado pelo IRPH |            |
|        | Clube Naval                                                                                               |                        | 22° 54′ 30″ S, 43° 10′ 36″ O                                                           | bem tombado pelo INEPAC |            |
|        | Coluna Média em Cantoneira                                                                                | janeiro de 1977        | 22° 54′ 33″ S, 43° 10′ 11″ O                                                           | patrimônio registrado pelo Inventário de Monumentos RJ                                                                            |            |
|        | Coluna de Persépolis                                                                                      |                        | 22° 54′ 18″ S, 43° 13′ 06″ O                                                           | patrimônio registrado pelo Inventário de Monumentos RJ                                                                            |            |
|        | Colégio Pedro II                                                                                          | 1837                   | 22° 54′ 06″ S, 43° 11′ 06″ O                                                           | bem tombado pelo IPHAN bem tombado pelo INEPAC                                                                                    |            |
|        | Conde Cunha                                                                                               |                        |                                                                                        | patrimônio registrado pelo Inventário de Monumentos RJ                                                                            |            |
|        | Confeitaria Colombo                                                                                       | 17 de setembro de 1894 | 22° 54′ 18″ S, 43° 10′ 44″ O                                                           | bem tombado pelo INEPAC |            |
|        | Confeitaria Manon-ouvidor                                                                                 |                        |                                                                                        | bem tombado pelo IRPH |            |
|        | Conjunto Arquitetônico da Avenida Central                                                                 |                        | 22° 54′ 35″ S, 43° 10′ 33″ O                                                           | bem tombado pelo IPHAN |            |
|        | Conjunto Residencial Prefeito Mendes de Moraes                                                            | 1951                   | 22° 53′ 33″ S, 43° 14′ 01″ O                                                           | bem tombado pelo INEPAC bem tombado pelo IRPH                                                                                     |            |
|        | Conjunto da Rua da Carioca                                                                                |                        | 22° 54′ 24″ S, 43° 10′ 50″ O                                                           | bem tombado pelo INEPAC |            |
|        | Convento de Santa Teresa                                                                                  | 1750                   | 22° 54′ 56″ S, 43° 10′ 50″ O                                                           | Património de Influência Portuguesa (base de dados) bem tombado pelo IPHAN                                                        |            |
|        | Convento de Santo Antônio                                                                                 |                        | 22° 54′ 26″ S, 43° 10′ 45″ O                                                           | Património de Influência Portuguesa (base de dados) bem tombado pelo IPHAN                                                        |            |
|        | Convento do Carmo                                                                                         |                        | 22° 54′ 12″ S, 43° 10′ 32″ O                                                           | Património de Influência Portuguesa (base de dados) bem tombado pelo INEPAC bem tombado pelo IPHAN                                |            |
|        | Coreto da Praça Harmonia                                                                                  |                        | 22° 53′ 43″ S, 43° 11′ 30″ O                                                           | patrimônio registrado pelo Inventário de Monumentos RJ                                                                            |            |
|        | Coreto de Paquetá à Renato Antunes                                                                        |                        | 22° 45′ 44″ S, 43° 06′ 26″ O                                                           | patrimônio registrado pelo Inventário de Monumentos RJ                                                                            |            |
|        | Coreto do Campo de São Cristovão                                                                          |                        | 22° 53′ 55″ S, 43° 13′ 21″ O                                                           | patrimônio registrado pelo Inventário de Monumentos RJ bem tombado pelo INEPAC                                                    |            |
|        | Coreto do Pagode Chinês                                                                                   |                        | 22° 54′ 22″ S, 43° 13′ 22″ O                                                           | patrimônio registrado pelo Inventário de Monumentos RJ                                                                            |            |
|        | Coreto e Mirante do Parque Darke de Mattos                                                                |                        | 22° 46′ 03″ S, 43° 06′ 51″ O                                                           | patrimônio registrado pelo Inventário de Monumentos RJ                                                                            |            |
|        | Coreto à Praça de São Roque                                                                               |                        | 22° 45′ 12″ S, 43° 06′ 38″ O                                                           | bem tombado pelo INEPAC |            |
|        | Coronel Assunção                                                                                          |                        | 22° 53′ 45″ S, 43° 11′ 29″ O                                                           | patrimônio registrado pelo Inventário de Monumentos RJ                                                                            |            |
|        | Crianças com a Concha                                                                                     |                        | 22° 54′ 43″ S, 43° 10′ 30″ O                                                           | patrimônio registrado pelo Inventário de Monumentos RJ                                                                            |            |
|        | Crianças com a Tocha                                                                                      |                        | 22° 54′ 44″ S, 43° 10′ 30″ O                                                           | patrimônio registrado pelo Inventário de Monumentos RJ                                                                            |            |
|        | Crianças com flores                                                                                       |                        | 22° 54′ 43″ S, 43° 10′ 30″ O                                                           | patrimônio registrado pelo Inventário de Monumentos RJ                                                                            |            |
|        | Crianças com o Pássaro                                                                                    |                        | 22° 54′ 43″ S, 43° 10′ 30″ O                                                           | patrimônio registrado pelo Inventário de Monumentos RJ                                                                            |            |
|        | Cristiano Ottoni                                                                                          |                        | 22° 54′ 15″ S, 43° 11′ 26″ O                                                           | patrimônio registrado pelo Inventário de Monumentos RJ                                                                            |            |
|        | Cruzeiro de Paquetá                                                                                       |                        | 22° 45′ 12″ S, 43° 06′ 38″ O                                                           | patrimônio registrado pelo Inventário de Monumentos RJ                                                                            |            |
|        | Cápsula do tempo (1972–2022) na Quinta da Boa Vista                                                       |                        | 22° 54′ 20″ S, 43° 13′ 33″ O                                                           | patrimônio registrado pelo Inventário de Monumentos RJ                                                                            |            |
|        | Del Prete - depósito                                                                                      |                        | 22° 54′ 21″ S, 43° 11′ 51″ O                                                           | patrimônio registrado pelo Inventário de Monumentos RJ                                                                            |            |
|        | Departamento Geral de Arquivo e Documentação Histórica do Tribunal de Justiça do Estado                   |                        |                                                                                        | bem tombado pelo IRPH |            |
|        | Diana a Caçadora do Jardim Zoológico                                                                      |                        | 22° 54′ 16″ S, 43° 13′ 47″ O                                                           | patrimônio registrado pelo Inventário de Monumentos RJ                                                                            |            |
|        | Diana, a Caçadora                                                                                         |                        | 22° 54′ 20″ S, 43° 13′ 32″ O                                                           | patrimônio registrado pelo Inventário de Monumentos RJ                                                                            |            |
|        | Dois painéis atribuídos a Leandro Joaquim                                                                 |                        | 22° 54′ 21″ S, 43° 10′ 36″ O                                                           | bem tombado pelo INEPAC |            |
|        | Edifício A Noite                                                                                          |                        | 22° 53′ 50″ S, 43° 10′ 52″ O                                                           | bem tombado pelo IPHAN |            |
|        | Edifício Almirante Tamandaré                                                                              |                        | 22° 53′ 52″ S, 43° 10′ 37″ O                                                           | bem tombado pelo INEPAC |            |
|        | Edifício Docas de Santos                                                                                  |                        | 22° 54′ 02″ S, 43° 10′ 47″ O                                                           | bem tombado pelo INEPAC bem tombado pelo IPHAN                                                                                    |            |
|        | Edifício Gustavo Capanema                                                                                 |                        | 22° 54′ 33″ S, 43° 10′ 26″ O                                                           | bem tombado pelo IPHAN Património Mundial Provisório                                                                              |            |
|        | Edifício Rivoli e Cinema Vitória                                                                          |                        |                                                                                        | bem tombado pelo IRPH |            |
|        | Edifício Sede do Ministério da Fazenda                                                                    |                        |                                                                                        | bem tombado pelo IRPH |            |
|        | Edifício Standard                                                                                         |                        | 22° 54′ 44″ S, 43° 10′ 26″ O                                                           | bem tombado pelo INEPAC |            |
|        | Edifício do Banco Central                                                                                 |                        |                                                                                        | bem tombado pelo INEPAC |            |
|        | Edifício do Centro Cultural da Justiça Federal                                                            |                        | 22° 54′ 38″ S, 43° 10′ 31″ O                                                           | bem tombado pelo INEPAC bem tombado pelo IRPH                                                                                     |            |
|        | Edifício do Museu Nacional de Belas Artes                                                                 |                        | 22° 54′ 31″ S, 43° 10′ 32″ O                                                           | bem tombado pelo INEPAC |            |
|        | Edifício à Avenida Rio Branco, 88                                                                         |                        |                                                                                        | bem tombado pelo INEPAC |            |
|        | Edifício à Avenida Rio Branco, 94                                                                         |                        |                                                                                        | bem tombado pelo INEPAC |            |
|        | Edifício à Avenida Rio Branco, nº 155 a 159                                                               |                        | 22° 54′ 21″ S, 43° 10′ 38″ O                                                           | bem tombado pelo INEPAC |            |
|        | Edifício à Largo do Boticário, 20                                                                         |                        |                                                                                        | bem tombado pelo INEPAC |            |
|        | Edifício à Largo do Boticário, 26                                                                         |                        |                                                                                        | bem tombado pelo INEPAC |            |
|        | Edifício à Largo do Boticário, 28                                                                         |                        |                                                                                        | bem tombado pelo INEPAC |            |
|        | Edifício à Largo do Boticário, 30                                                                         |                        | 22° 56′ 22″ S, 43° 12′ 05″ O                                                           | bem tombado pelo INEPAC |            |
|        | Edifício à Rua Leandro Martins, 38                                                                        |                        |                                                                                        | bem tombado pelo INEPAC |            |
|        | Edifício à Rua Regente Feijó, 72                                                                          |                        |                                                                                        | bem tombado pelo INEPAC |            |
|        | Edifício à Rua Regente Feijó, 74                                                                          |                        |                                                                                        | bem tombado pelo INEPAC |            |
|        | Edifício à Rua Regente Feijó, 76                                                                          |                        |                                                                                        | bem tombado pelo INEPAC |            |
|        | Edifício à Rua Senador Dantas, nº 74                                                                      |                        |                                                                                        | bem tombado pelo IRPH |            |
|        | Edifício à Rua da Assembléia, 155                                                                         |                        |                                                                                        | bem tombado pelo INEPAC |            |
|        | Edifício à Rua da Carioca, 10                                                                             |                        | 22° 54′ 23″ S, 43° 10′ 45″ O                                                           | bem tombado pelo INEPAC |            |
|        | Edifício à Rua da Carioca, 11                                                                             |                        | 22° 54′ 24″ S, 43° 10′ 45″ O                                                           | bem tombado pelo INEPAC |            |
|        | Edifício à Rua da Carioca, 12                                                                             |                        | 22° 54′ 23″ S, 43° 10′ 45″ O                                                           | bem tombado pelo INEPAC |            |
|        | Edifício à Rua da Carioca, 13                                                                             |                        | 22° 54′ 24″ S, 43° 10′ 45″ O                                                           | bem tombado pelo INEPAC |            |
|        | Edifício à Rua da Carioca, 14                                                                             |                        | 22° 54′ 23″ S, 43° 10′ 45″ O                                                           | bem tombado pelo INEPAC |            |
|        | Edifício à Rua da Carioca, 15                                                                             |                        | 22° 54′ 24″ S, 43° 10′ 45″ O                                                           | bem tombado pelo INEPAC |            |
|        | Edifício à Rua da Carioca, 16                                                                             |                        | 22° 54′ 23″ S, 43° 10′ 46″ O                                                           | bem tombado pelo INEPAC |            |
|        | Edifício à Rua da Carioca, 17                                                                             |                        | 22° 54′ 24″ S, 43° 10′ 46″ O                                                           | bem tombado pelo INEPAC |            |
|        | Edifício à Rua da Carioca, 19                                                                             |                        | 22° 54′ 23″ S, 43° 10′ 46″ O                                                           | bem tombado pelo INEPAC |            |
|        | Edifício à Rua da Carioca, 2                                                                              |                        | 22° 54′ 23″ S, 43° 10′ 44″ O                                                           | bem tombado pelo INEPAC |            |
|        | Edifício à Rua da Carioca, 20                                                                             |                        | 22° 54′ 23″ S, 43° 10′ 47″ O                                                           | bem tombado pelo INEPAC |            |
|        | Edifício à Rua da Carioca, 21/23                                                                          |                        | 22° 54′ 23″ S, 43° 10′ 45″ O                                                           | bem tombado pelo INEPAC |            |
|        | Edifício à Rua da Carioca, 24                                                                             |                        | 22° 54′ 23″ S, 43° 10′ 47″ O                                                           | bem tombado pelo INEPAC |            |
|        | Edifício à Rua da Carioca, 25                                                                             |                        | 22° 54′ 24″ S, 43° 10′ 47″ O                                                           | bem tombado pelo INEPAC |            |
|        | Edifício à Rua da Carioca, 26                                                                             |                        |                                                                                        | bem tombado pelo INEPAC |            |
|        | Edifício à Rua da Carioca, 27                                                                             |                        | 22° 54′ 24″ S, 43° 10′ 47″ O                                                           | bem tombado pelo INEPAC |            |
|        | Edifício à Rua da Carioca, 28                                                                             |                        |                                                                                        | bem tombado pelo INEPAC |            |
|        | Edifício à Rua da Carioca, 29                                                                             |                        | 22° 54′ 24″ S, 43° 10′ 48″ O                                                           | bem tombado pelo INEPAC |            |
|        | Edifício à Rua da Carioca, 3                                                                              |                        | 22° 54′ 23″ S, 43° 10′ 44″ O                                                           | bem tombado pelo INEPAC |            |
|        | Edifício à Rua da Carioca, 30                                                                             |                        |                                                                                        | bem tombado pelo INEPAC |            |
|        | Edifício à Rua da Carioca, 31                                                                             |                        | 22° 54′ 24″ S, 43° 10′ 48″ O                                                           | bem tombado pelo INEPAC |            |
|        | Edifício à Rua da Carioca, 32                                                                             |                        |                                                                                        | bem tombado pelo INEPAC |            |
|        | Edifício à Rua da Carioca, 33                                                                             |                        | 22° 54′ 24″ S, 43° 10′ 48″ O                                                           | bem tombado pelo INEPAC |            |
|        | Edifício à Rua da Carioca, 34                                                                             |                        |                                                                                        | bem tombado pelo INEPAC |            |
|        | Edifício à Rua da Carioca, 35                                                                             |                        | 22° 54′ 24″ S, 43° 10′ 49″ O                                                           | bem tombado pelo INEPAC |            |
|        | Edifício à Rua da Carioca, 36                                                                             |                        |                                                                                        | bem tombado pelo INEPAC |            |
|        | Edifício à Rua da Carioca, 37                                                                             |                        | 22° 54′ 24″ S, 43° 10′ 48″ O                                                           | bem tombado pelo INEPAC |            |
|        | Edifício à Rua da Carioca, 38                                                                             |                        |                                                                                        | bem tombado pelo INEPAC |            |
|        | Edifício à Rua da Carioca, 39                                                                             |                        | 22° 54′ 24″ S, 43° 10′ 48″ O                                                           | bem tombado pelo INEPAC |            |
|        | Edifício à Rua da Carioca, 4                                                                              |                        | 22° 54′ 23″ S, 43° 10′ 45″ O                                                           | bem tombado pelo INEPAC |            |
|        | Edifício à Rua da Carioca, 40                                                                             |                        |                                                                                        | bem tombado pelo INEPAC |            |
|        | Edifício à Rua da Carioca, 41                                                                             |                        | 22° 54′ 24″ S, 43° 10′ 49″ O                                                           | bem tombado pelo INEPAC |            |
|        | Edifício à Rua da Carioca, 42                                                                             |                        |                                                                                        | bem tombado pelo INEPAC |            |
|        | Edifício à Rua da Carioca, 43                                                                             |                        | 22° 54′ 24″ S, 43° 10′ 50″ O                                                           | bem tombado pelo INEPAC |            |
|        | Edifício à Rua da Carioca, 44                                                                             |                        |                                                                                        | bem tombado pelo INEPAC |            |
|        | Edifício à Rua da Carioca, 45                                                                             |                        | 22° 54′ 24″ S, 43° 10′ 49″ O                                                           | bem tombado pelo INEPAC |            |
|        | Edifício à Rua da Carioca, 46/48                                                                          |                        |                                                                                        | bem tombado pelo INEPAC |            |
|        | Edifício à Rua da Carioca, 47                                                                             |                        | 22° 54′ 24″ S, 43° 10′ 50″ O                                                           | bem tombado pelo INEPAC |            |
|        | Edifício à Rua da Carioca, 49/51                                                                          |                        | 22° 54′ 24″ S, 43° 10′ 50″ O                                                           | bem tombado pelo INEPAC |            |
|        | Edifício à Rua da Carioca, 5                                                                              |                        | 22° 54′ 23″ S, 43° 10′ 44″ O                                                           | bem tombado pelo INEPAC |            |
|        | Edifício à Rua da Carioca, 50                                                                             |                        |                                                                                        | bem tombado pelo INEPAC |            |
|        | Edifício à Rua da Carioca, 52                                                                             |                        |                                                                                        | bem tombado pelo INEPAC |            |
|        | Edifício à Rua da Carioca, 53                                                                             |                        | 22° 54′ 24″ S, 43° 10′ 50″ O                                                           | bem tombado pelo INEPAC |            |
|        | Edifício à Rua da Carioca, 54                                                                             |                        |                                                                                        | bem tombado pelo INEPAC |            |
|        | Edifício à Rua da Carioca, 55                                                                             |                        | 22° 54′ 24″ S, 43° 10′ 51″ O                                                           | bem tombado pelo INEPAC |            |
|        | Edifício à Rua da Carioca, 56                                                                             |                        |                                                                                        | bem tombado pelo INEPAC |            |
|        | Edifício à Rua da Carioca, 57                                                                             |                        | 22° 54′ 25″ S, 43° 10′ 51″ O                                                           | bem tombado pelo INEPAC |            |
|        | Edifício à Rua da Carioca, 58/60                                                                          |                        |                                                                                        | bem tombado pelo INEPAC |            |
|        | Edifício à Rua da Carioca, 6                                                                              |                        | 22° 54′ 23″ S, 43° 10′ 45″ O                                                           | bem tombado pelo INEPAC |            |
|        | Edifício à Rua da Carioca, 61                                                                             |                        | 22° 54′ 24″ S, 43° 10′ 51″ O                                                           | bem tombado pelo INEPAC |            |
|        | Edifício à Rua da Carioca, 62                                                                             |                        |                                                                                        | bem tombado pelo INEPAC |            |
|        | Edifício à Rua da Carioca, 66                                                                             |                        |                                                                                        | bem tombado pelo INEPAC |            |
|        | Edifício à Rua da Carioca, 7                                                                              |                        |                                                                                        | bem tombado pelo INEPAC |            |
|        | Edifício à Rua da Carioca, 70                                                                             |                        |                                                                                        | bem tombado pelo INEPAC |            |
|        | Edifício à Rua da Carioca, 72                                                                             |                        |                                                                                        | bem tombado pelo INEPAC |            |
|        | Edifício à Rua da Carioca, 77                                                                             |                        | 22° 54′ 25″ S, 43° 10′ 53″ O                                                           | bem tombado pelo INEPAC |            |
|        | Edifício à Rua da Carioca, 78                                                                             |                        |                                                                                        | bem tombado pelo INEPAC |            |
|        | Edifício à Rua da Carioca, 8                                                                              |                        | 22° 54′ 23″ S, 43° 10′ 44″ O                                                           | bem tombado pelo INEPAC |            |
|        | Edifício à Rua da Carioca, 81                                                                             |                        | 22° 54′ 25″ S, 43° 10′ 53″ O                                                           | bem tombado pelo INEPAC |            |
|        | Edifício à Rua da Carioca, 83                                                                             |                        | 22° 54′ 25″ S, 43° 10′ 53″ O                                                           | bem tombado pelo INEPAC |            |
|        | Edifício à Rua da Carioca, 85                                                                             |                        | 22° 54′ 25″ S, 43° 10′ 54″ O                                                           | bem tombado pelo INEPAC |            |
|        | Edifício à Rua da Carioca, 87                                                                             |                        | 22° 54′ 25″ S, 43° 10′ 53″ O                                                           | bem tombado pelo INEPAC |            |
|        | Edifício à Rua da Carioca, 9                                                                              |                        | 22° 54′ 23″ S, 43° 10′ 45″ O                                                           | bem tombado pelo INEPAC |            |
|        | Edifício à rua Graça Aranha, nº 145                                                                       |                        | 22° 54′ 31″ S, 43° 10′ 28″ O                                                           | bem tombado pelo INEPAC |            |
|        | Elevando-se                                                                                               | janeiro de 2005        | 22° 54′ 05″ S, 43° 10′ 33″ O                                                           | patrimônio registrado pelo Inventário de Monumentos RJ                                                                            |            |
|        | Embocadura do Tunel João Ricardo                                                                          |                        | 22° 54′ 02″ S, 43° 11′ 35″ O                                                           | patrimônio registrado pelo Inventário de Monumentos RJ                                                                            |            |
|        | Encontro, do Centro                                                                                       |                        | 22° 54′ 14″ S, 43° 10′ 32″ O                                                           | patrimônio registrado pelo Inventário de Monumentos RJ                                                                            |            |
|        | Escada do Morro da Conceição                                                                              |                        | 22° 53′ 51″ S, 43° 10′ 51″ O                                                           | patrimônio registrado pelo Inventário de Monumentos RJ                                                                            |            |
|        | Escadaria Selarón                                                                                         |                        | 22° 54′ 55″ S, 43° 10′ 46″ O                                                           | patrimônio registrado pelo Inventário de Monumentos RJ bem tombado pelo IRPH                                                      |            |
|        | Escadaria do Jardim do Valongo                                                                            | janeiro de 1906        | 22° 53′ 56″ S, 43° 11′ 16″ O                                                           | patrimônio registrado pelo Inventário de Monumentos RJ                                                                            |            |
|        | Escadaria do Morro do Livramento                                                                          |                        | 22° 53′ 57″ S, 43° 11′ 20″ O                                                           | patrimônio registrado pelo Inventário de Monumentos RJ                                                                            |            |
|        | Escola Municipal Guatemala                                                                                |                        |                                                                                        | bem tombado pelo IRPH |            |
|        | Escola Nacional de Belas Artes                                                                            |                        | 22° 54′ 32″ S, 43° 10′ 33″ O                                                           | bem tombado pelo INEPAC |            |
|        | Escola de Música da Universidade Federal do Rio de Janeiro                                                |                        | 22° 54′ 49″ S, 43° 10′ 41″ O                                                           | bem tombado pelo IRPH |            |
|        | Escrava Anastácia                                                                                         |                        | 22° 53′ 23″ S, 43° 14′ 06″ O                                                           | patrimônio registrado pelo Inventário de Monumentos RJ                                                                            |            |
|        | Escultura Itamarati I                                                                                     |                        | 22° 54′ 11″ S, 43° 11′ 15″ O                                                           | patrimônio registrado pelo Inventário de Monumentos RJ                                                                            |            |
|        | Escultura Itamarati II                                                                                    |                        | 22° 54′ 11″ S, 43° 11′ 15″ O                                                           | patrimônio registrado pelo Inventário de Monumentos RJ                                                                            |            |
|        | Escultura Modulo 6.5 - Monumento a Integração dos Povos da América                                        |                        | 22° 54′ 37″ S, 43° 12′ 19″ O                                                           | patrimônio registrado pelo Inventário de Monumentos RJ                                                                            |            |
|        | Escultura Oscar Niemeyer III - depósito                                                                   |                        | 22° 54′ 24″ S, 43° 11′ 49″ O                                                           | patrimônio registrado pelo Inventário de Monumentos RJ                                                                            |            |
|        | Escultura Oscar Nieweyer III - depósito                                                                   |                        | 22° 54′ 21″ S, 43° 11′ 50″ O                                                           | patrimônio registrado pelo Inventário de Monumentos RJ                                                                            |            |
|        | Escultura Oscar Nieweyer IV - depósito                                                                    |                        | 22° 54′ 23″ S, 43° 11′ 52″ O                                                           | patrimônio registrado pelo Inventário de Monumentos RJ                                                                            |            |
|        | Escultura Oscar Nieweyer. II - depósito                                                                   |                        | 22° 54′ 24″ S, 43° 11′ 52″ O                                                           | patrimônio registrado pelo Inventário de Monumentos RJ                                                                            |            |
|        | Escultura para o Rio - Pedras Portuguesas                                                                 | janeiro de 1997        | 22° 54′ 40″ S, 43° 10′ 17″ O                                                           | patrimônio registrado pelo Inventário de Monumentos RJ                                                                            |            |
|        | Escultura sem titulo - depósito                                                                           |                        | 22° 54′ 23″ S, 43° 11′ 48″ O                                                           | patrimônio registrado pelo Inventário de Monumentos RJ                                                                            |            |
|        | Esculápio                                                                                                 |                        | 22° 54′ 22″ S, 43° 11′ 47″ O                                                           | patrimônio registrado pelo Inventário de Monumentos RJ                                                                            |            |
|        | Estação Central do Brasil                                                                                 | 29 de março de 1858    | 22° 54′ 12″ S, 43° 11′ 29″ O                                                           | bem tombado pelo IPHAN |            |
|        | Estação de Passageiros do Aeroporto Santos Dumont                                                         |                        | 22° 54′ 43″ S, 43° 10′ 05″ O                                                           | bem tombado pelo INEPAC |            |
|        | Estátua de Mahatma Gandhi                                                                                 |                        | 22° 54′ 44″ S, 43° 10′ 34″ O                                                           | patrimônio registrado pelo Inventário de Monumentos RJ                                                                            |            |
|        | Estátua equestre de Dom Pedro I                                                                           | 1862                   | 22° 54′ 25″ S, 43° 10′ 58″ O                                                           | patrimônio registrado pelo Inventário de Monumentos RJ bem tombado pelo INEPAC bem tombado pelo IPHAN                             |            |
|        | Eurico Dutra - depósito                                                                                   |                        | 22° 54′ 24″ S, 43° 11′ 50″ O                                                           | patrimônio registrado pelo Inventário de Monumentos RJ                                                                            |            |
|        | Evandro Lins e Silva                                                                                      |                        | 22° 54′ 45″ S, 43° 10′ 27″ O                                                           | patrimônio registrado pelo Inventário de Monumentos RJ                                                                            |            |
|        | Faculdade de Direito da UFRJ                                                                              |                        | 22° 54′ 26″ S, 43° 11′ 26″ O                                                           | bem tombado pelo INEPAC |            |
|        | Faculdade de Direito da Universidade Federal do Rio de Janeiro                                            | 1891                   | 22° 54′ 26″ S, 43° 11′ 26″ O                                                           | bem tombado pelo INEPAC |            |
|        | Ferreira de Araújo no Passeio Público                                                                     |                        | 22° 54′ 49″ S, 43° 10′ 37″ O                                                           | patrimônio registrado pelo Inventário de Monumentos RJ                                                                            |            |
|        | Fonte Amor à Lira                                                                                         |                        | 22° 54′ 23″ S, 43° 10′ 41″ O                                                           | patrimônio registrado pelo Inventário de Monumentos RJ                                                                            |            |
|        | Fonte Ciborium - depósito                                                                                 |                        | 22° 54′ 22″ S, 43° 11′ 51″ O                                                           | patrimônio registrado pelo Inventário de Monumentos RJ                                                                            |            |
|        | Fonte Jovem Europa                                                                                        |                        | 22° 54′ 23″ S, 43° 11′ 17″ O                                                           | patrimônio registrado pelo Inventário de Monumentos RJ                                                                            |            |
|        | Fonte Medusa de Benfica                                                                                   |                        | 22° 53′ 56″ S, 43° 14′ 09″ O                                                           | patrimônio registrado pelo Inventário de Monumentos RJ                                                                            |            |
|        | Fonte da Sereia (original) - depósito                                                                     |                        | 22° 54′ 23″ S, 43° 11′ 52″ O                                                           | patrimônio registrado pelo Inventário de Monumentos RJ                                                                            |            |
|        | Fonte da Sereia (réplica)                                                                                 | janeiro de 2006        | 22° 54′ 29″ S, 43° 11′ 21″ O                                                           | patrimônio registrado pelo Inventário de Monumentos RJ                                                                            |            |
|        | Fonte do Chororó                                                                                          | janeiro de 1925        | 22° 56′ 28″ S, 43° 12′ 38″ O                                                           | patrimônio registrado pelo Inventário de Monumentos RJ                                                                            |            |
|        | Fonte do Menino                                                                                           |                        | 22° 54′ 50″ S, 43° 10′ 33″ O                                                           | patrimônio registrado pelo Inventário de Monumentos RJ                                                                            |            |
|        | Fonte do Tritão                                                                                           | dezembro de 2004       | 22° 54′ 50″ S, 43° 10′ 36″ O                                                           | patrimônio registrado pelo Inventário de Monumentos RJ                                                                            |            |
|        | Fonte dos Jacarés (Fonte dos Amores)                                                                      |                        | 22° 54′ 50″ S, 43° 10′ 34″ O                                                           | patrimônio registrado pelo Inventário de Monumentos RJ                                                                            |            |
|        | Fortaleza de Nossa Senhora da Conceição (Rio de Janeiro)                                                  |                        | 22° 53′ 57″ S, 43° 11′ 02″ O                                                           | bem tombado pelo IPHAN Património de Influência Portuguesa (base de dados)                                                        |            |
|        | Fortaleza de São José da Ilha das Cobras                                                                  |                        | 22° 53′ 47″ S, 43° 10′ 16″ O                                                           | Património de Influência Portuguesa (base de dados) bem tombado pelo IPHAN                                                        |            |
|        | Forte de São Tiago                                                                                        |                        | 22° 54′ 21″ S, 43° 10′ 10″ O                                                           | Património de Influência Portuguesa (base de dados) bem tombado pelo IPHAN                                                        |            |
|        | Francisco Braga no Passeio Público                                                                        |                        | 22° 54′ 49″ S, 43° 10′ 36″ O                                                           | patrimônio registrado pelo Inventário de Monumentos RJ                                                                            |            |
|        | Francisco Serrador                                                                                        |                        | 22° 54′ 41″ S, 43° 10′ 33″ O                                                           | patrimônio registrado pelo Inventário de Monumentos RJ                                                                            |            |
|        | Fundição Progresso                                                                                        |                        | 22° 54′ 44″ S, 43° 10′ 50″ O                                                           | bem tombado pelo INEPAC |            |
|        | Fábrica de Chocolates Bhering                                                                             |                        |                                                                                        | bem tombado pelo IRPH |            |
|        | Gabriel Habib                                                                                             |                        | 22° 54′ 19″ S, 43° 11′ 06″ O                                                           | patrimônio registrado pelo Inventário de Monumentos RJ                                                                            |            |
|        | Galpão na Rua Aníbal Benévolo                                                                             |                        | 22° 54′ 51″ S, 43° 11′ 55″ O                                                           | bem tombado pelo INEPAC |            |
|        | General Osório da Praça XV                                                                                |                        | 22° 54′ 11″ S, 43° 10′ 28″ O                                                           | patrimônio registrado pelo Inventário de Monumentos RJ                                                                            |            |
|        | General Santander                                                                                         |                        | 22° 54′ 46″ S, 43° 10′ 27″ O                                                           | patrimônio registrado pelo Inventário de Monumentos RJ                                                                            |            |
|        | Getulio Vargas em Benfica                                                                                 |                        | 22° 53′ 03″ S, 43° 15′ 06″ O                                                           | patrimônio registrado pelo Inventário de Monumentos RJ                                                                            |            |
|        | Getulio Vargas em Paquetá                                                                                 |                        | 22° 45′ 13″ S, 43° 06′ 38″ O                                                           | patrimônio registrado pelo Inventário de Monumentos RJ                                                                            |            |
|        | Getulio Vargas na Cinelândia                                                                              |                        | 22° 54′ 40″ S, 43° 10′ 33″ O                                                           | patrimônio registrado pelo Inventário de Monumentos RJ                                                                            |            |
|        | Girardet                                                                                                  |                        | 22° 54′ 45″ S, 43° 10′ 31″ O                                                           | patrimônio registrado pelo Inventário de Monumentos RJ                                                                            |            |
|        | Glaziou                                                                                                   |                        | 22° 54′ 17″ S, 43° 13′ 18″ O                                                           | patrimônio registrado pelo Inventário de Monumentos RJ                                                                            |            |
|        | Glória do Palácio Tiradentes                                                                              |                        | 22° 54′ 16″ S, 43° 10′ 27″ O                                                           | patrimônio registrado pelo Inventário de Monumentos RJ                                                                            |            |
|        | Golfinho de Paquetá                                                                                       |                        | 22° 45′ 48″ S, 43° 06′ 25″ O                                                           | patrimônio registrado pelo Inventário de Monumentos RJ                                                                            |            |
|        | Gonçalves Dias no Passeio Público                                                                         |                        | 22° 54′ 49″ S, 43° 10′ 36″ O                                                           | patrimônio registrado pelo Inventário de Monumentos RJ                                                                            |            |
|        | Gradil do Campo de Santana                                                                                | janeiro de 1968        | 22° 54′ 18″ S, 43° 11′ 22″ O                                                           | patrimônio registrado pelo Inventário de Monumentos RJ                                                                            |            |
|        | Gradil do Passeio Público                                                                                 | janeiro de 1968        | 22° 54′ 46″ S, 43° 10′ 34″ O                                                           | patrimônio registrado pelo Inventário de Monumentos RJ                                                                            |            |
|        | Grande Arco do Sambodromo                                                                                 |                        | 22° 54′ 48″ S, 43° 11′ 46″ O                                                           | patrimônio registrado pelo Inventário de Monumentos RJ                                                                            |            |
|        | Grande Oriente do Brasil Rio de Janeiro                                                                   |                        | 22° 54′ 38″ S, 43° 10′ 57″ O                                                           | bem tombado pelo INEPAC |            |
|        | Grande Quadrado Vermelho                                                                                  |                        | 22° 54′ 27″ S, 43° 10′ 51″ O                                                           | patrimônio registrado pelo Inventário de Monumentos RJ                                                                            |            |
|        | Grande Templo Israelita do Rio de Janeiro                                                                 |                        |                                                                                        | bem tombado pelo IRPH |            |
|        | Grandjean de Montiny                                                                                      |                        | 22° 54′ 02″ S, 43° 10′ 35″ O                                                           | patrimônio registrado pelo Inventário de Monumentos RJ                                                                            |            |
|        | Gruta da Quinta da Boa Vista                                                                              | janeiro de 1876        | 22° 54′ 15″ S, 43° 13′ 32″ O                                                           | patrimônio registrado pelo Inventário de Monumentos RJ                                                                            |            |
|        | Gruta do Campo de Santana                                                                                 |                        | 22° 54′ 27″ S, 43° 11′ 22″ O                                                           | patrimônio registrado pelo Inventário de Monumentos RJ                                                                            |            |
|        | Guarda Corpo do Terraço do Passeio Publico                                                                |                        | 22° 54′ 47″ S, 43° 10′ 38″ O                                                           | patrimônio registrado pelo Inventário de Monumentos RJ                                                                            |            |
|        | Guarda-corpo I da Ponte da Quinta da Boa Vista                                                            |                        | 22° 54′ 29″ S, 43° 13′ 21″ O                                                           | patrimônio registrado pelo Inventário de Monumentos RJ                                                                            |            |
|        | Guarda-corpo I do Campo de Santana                                                                        |                        | 22° 54′ 20″ S, 43° 11′ 21″ O                                                           | patrimônio registrado pelo Inventário de Monumentos RJ                                                                            |            |
|        | Guarda-corpo II da Ponte da Quinta da Boa Vista                                                           |                        | 22° 54′ 29″ S, 43° 13′ 21″ O                                                           | patrimônio registrado pelo Inventário de Monumentos RJ                                                                            |            |
|        | Guarda-corpo II do Campo de Santana                                                                       |                        | 22° 54′ 29″ S, 43° 11′ 17″ O                                                           | patrimônio registrado pelo Inventário de Monumentos RJ                                                                            |            |
|        | Guarda-corpo III da Ponte da Quinta da Boa Vista                                                          | outubro de 1910        | 22° 54′ 22″ S, 43° 13′ 21″ O                                                           | patrimônio registrado pelo Inventário de Monumentos RJ                                                                            |            |
|        | Guarda-corpo IV da Ponte da Quinta da Boa Vista                                                           |                        | 22° 54′ 18″ S, 43° 13′ 20″ O                                                           | patrimônio registrado pelo Inventário de Monumentos RJ                                                                            |            |
|        | Guarda-corpo V da Ponte da Quinta da Boa Vista                                                            |                        | 22° 54′ 27″ S, 43° 13′ 29″ O                                                           | patrimônio registrado pelo Inventário de Monumentos RJ                                                                            |            |
|        | Guarda-corpo VI da Ponte da Quinta da Boa Vista                                                           |                        | 22° 54′ 27″ S, 43° 13′ 34″ O                                                           | patrimônio registrado pelo Inventário de Monumentos RJ                                                                            |            |
|        | Guarda-corpo da Avenida Francisco Bicalho                                                                 |                        | 22° 54′ 12″ S, 43° 12′ 36″ O                                                           | patrimônio registrado pelo Inventário de Monumentos RJ                                                                            |            |
|        | Guarda-corpo da Avenida Paulo de Frontin                                                                  |                        | 22° 55′ 30″ S, 43° 12′ 35″ O                                                           | patrimônio registrado pelo Inventário de Monumentos RJ                                                                            |            |
|        | Guarda-corpo da Avenida Presidente Vargas                                                                 |                        | 22° 54′ 36″ S, 43° 12′ 21″ O                                                           | patrimônio registrado pelo Inventário de Monumentos RJ                                                                            |            |
|        | Guarda-corpo da Avenida Rodrigues Alves                                                                   |                        | 22° 53′ 54″ S, 43° 12′ 37″ O                                                           | patrimônio registrado pelo Inventário de Monumentos RJ                                                                            |            |
|        | Guarda-corpo de Galhos de Àrvore                                                                          | janeiro de 1862        | 22° 54′ 50″ S, 43° 10′ 34″ O                                                           | patrimônio registrado pelo Inventário de Monumentos RJ                                                                            |            |
|        | Guarda-corpo do Campo de São Cristovão                                                                    | novembro de 1906       | 22° 53′ 57″ S, 43° 13′ 18″ O                                                           | patrimônio registrado pelo Inventário de Monumentos RJ                                                                            |            |
|        | Guarda-corpo do Jardim do Valongo                                                                         | janeiro de 1906        | 22° 53′ 56″ S, 43° 11′ 16″ O                                                           | patrimônio registrado pelo Inventário de Monumentos RJ                                                                            |            |
|        | Guarda-corpo do Largo dos Guimarães                                                                       |                        | 22° 55′ 18″ S, 43° 11′ 09″ O                                                           | patrimônio registrado pelo Inventário de Monumentos RJ                                                                            |            |
|        | Guaritas do Campo de Santana                                                                              |                        | 22° 54′ 18″ S, 43° 11′ 21″ O                                                           | patrimônio registrado pelo Inventário de Monumentos RJ                                                                            |            |
|        | Guindastes dos Armazéns do Cais da Gamboa                                                                 |                        |                                                                                        | bem tombado pelo IRPH |            |
|        | Hangar do Aeroporto Santos Dumont                                                                         |                        | 22° 54′ 34″ S, 43° 10′ 03″ O                                                           | bem tombado pelo INEPAC |            |
|        | Hibisco                                                                                                   |                        |                                                                                        | patrimônio registrado pelo Inventário de Monumentos RJ                                                                            |            |
|        | Hospital Escola São Francisco de Assis                                                                    |                        | 22° 54′ 33″ S, 43° 12′ 05″ O                                                           | bem tombado pelo IPHAN |            |
|        | Hospital Frei Antônio (lazareto)                                                                          |                        |                                                                                        | bem tombado pelo IRPH |            |
|        | Hospital Geral da Santa Casa da Misericórdia                                                              |                        | 22° 54′ 28″ S, 43° 10′ 17″ O                                                           | bem tombado pelo INEPAC |            |
|        | Hospital Moncorvo Filho                                                                                   |                        | 22° 54′ 33″ S, 43° 11′ 32″ O                                                           | bem tombado pelo INEPAC |            |
|        | Hotel Serrador                                                                                            |                        |                                                                                        | bem tombado pelo IRPH |            |
|        | IFCS |                        | 22° 54′ 20″ S, 43° 10′ 53″ O                                                           | bem tombado pelo INEPAC |            |
|        | IRB(Re)                                                                                                   |                        | 22° 54′ 32″ S, 43° 10′ 12″ O                                                           | bem tombado pelo IPHAN |            |
|        | Igreja Nossa Senhora Mãe dos Homens (Rio de Janeiro)                                                      |                        | 22° 54′ 06″ S, 43° 10′ 42″ O                                                           | Património de Influência Portuguesa (base de dados) bem tombado pelo IPHAN                                                        |            |
|        | Igreja Ortodoxa Santa Zinaida                                                                             |                        |                                                                                        | bem tombado pelo IRPH |            |
|        | Igreja Presbiteriana do Rio de Janeiro                                                                    | 1926                   | 22° 54′ 29″ S, 43° 10′ 52″ O                                                           | bem tombado pelo INEPAC |            |
|        | Igreja da Imaculada do Nosso Senhor do Bonfim e Nossa Senhora do Paraíso                                  |                        |                                                                                        | bem tombado pelo IRPH |            |
|        | Igreja da Ordem Terceira de São Francisco da Penitência                                                   |                        | 22° 54′ 05″ S, 43° 10′ 50″ O                                                           | Património de Influência Portuguesa (base de dados)                                                                               |            |
|        | Igreja da Ordem Terceira do Carmo                                                                         | 1755                   | 22° 54′ 11″ S, 43° 10′ 32″ O                                                           | Património de Influência Portuguesa (base de dados) bem tombado pelo IPHAN                                                        |            |
|        | Igreja de Nossa Senhora da Candelária                                                                     | 1811                   | 22° 54′ 03″ S, 43° 10′ 40″ O                                                           | Património de Influência Portuguesa (base de dados) bem tombado pelo IPHAN                                                        |            |
|        | Igreja de Nossa Senhora da Conceição e Boa Morte                                                          |                        | 22° 54′ 11″ S, 43° 10′ 44″ O                                                           | Património de Influência Portuguesa (base de dados) bem tombado pelo IPHAN                                                        |            |
|        | Igreja de Nossa Senhora da Lapa dos Mercadores                                                            | 1743                   | 22° 54′ 08″ S, 43° 10′ 31″ O                                                           | bem tombado pelo IPHAN Património de Influência Portuguesa (base de dados)                                                        |            |
|        | Igreja de Nossa Senhora da Saúde                                                                          |                        | 22° 53′ 37″ S, 43° 11′ 29″ O                                                           | bem tombado pelo IPHAN Património de Influência Portuguesa (base de dados)                                                        |            |
|        | Igreja de Nossa Senhora do Bonsucesso                                                                     | 1567                   | 22° 54′ 23″ S, 43° 10′ 14″ O                                                           | Património de Influência Portuguesa (base de dados) bem tombado pelo IPHAN                                                        |            |
|        | Igreja de Nossa Senhora do Carmo                                                                          | 1761                   | 22° 54′ 12″ S, 43° 10′ 32″ O                                                           | Património de Influência Portuguesa (base de dados) bem tombado pelo IPHAN                                                        |            |
|        | Igreja de Nossa Senhora do Carmo da Lapa do Desterro                                                      |                        | 22° 54′ 53″ S, 43° 10′ 40″ O                                                           | Património de Influência Portuguesa (base de dados) bem tombado pelo IPHAN                                                        |            |
|        | Igreja de Nossa Senhora do Rosário e São Benedito (Rio de Janeiro)                                        |                        | 22° 54′ 15″ S, 43° 10′ 50″ O                                                           | Património de Influência Portuguesa (base de dados) bem tombado pelo IPHAN                                                        |            |
|        | Igreja de Nossa Senhora do Terço                                                                          |                        | 22° 54′ 15″ S, 43° 11′ 02″ O                                                           | bem tombado pelo INEPAC |            |
|        | Igreja de Santa Cruz dos Militares                                                                        | 1811                   | 22° 54′ 08″ S, 43° 10′ 32″ O                                                           | Património de Influência Portuguesa (base de dados) bem tombado pelo IPHAN                                                        |            |
|        | Igreja de Santa Luzia                                                                                     |                        | 22° 54′ 34″ S, 43° 10′ 21″ O                                                           | Património de Influência Portuguesa (base de dados) bem tombado pelo IPHAN                                                        |            |
|        | Igreja de Santo Elesbão e Santa Efigênia                                                                  |                        | 22° 54′ 14″ S, 43° 11′ 02″ O                                                           | bem tombado pelo INEPAC |            |
|        | Igreja de São Francisco da Prainha                                                                        |                        | 22° 53′ 52″ S, 43° 11′ 01″ O                                                           | Património de Influência Portuguesa (base de dados) bem tombado pelo IPHAN                                                        |            |
|        | Igreja de São Francisco de Paula                                                                          | 1865                   | 22° 54′ 20″ S, 43° 10′ 50″ O                                                           | Património de Influência Portuguesa (base de dados) bem tombado pelo IPHAN                                                        |            |
|        | Igreja de São José                                                                                        |                        | 22° 54′ 16″ S, 43° 10′ 26″ O                                                           | Património de Influência Portuguesa (base de dados) bem tombado pelo IPHAN                                                        |            |
|        | Igreja do Santíssimo Sacramento da Antiga Sé                                                              |                        | 22° 54′ 16″ S, 43° 10′ 58″ O                                                           | Património de Influência Portuguesa (base de dados) bem tombado pelo IPHAN                                                        |            |
|        | Ilha Fiscal                                                                                               |                        | 22° 53′ 49″ S, 43° 09′ 59″ O                                                           | bem tombado pelo INEPAC |            |
|        | Imperatriz Leopoldina                                                                                     | 18 de março de 1997    | 22° 54′ 20″ S, 43° 13′ 31″ O                                                           | patrimônio registrado pelo Inventário de Monumentos RJ                                                                            |            |
|        | Imperatriz Teresa Cristina                                                                                |                        | 22° 54′ 39″ S, 43° 10′ 17″ O                                                           | patrimônio registrado pelo Inventário de Monumentos RJ                                                                            |            |
|        | Imóvel junto à Igreja de São José, no lado ímpar da Rua São José                                          |                        |                                                                                        | bem tombado pelo IRPH |            |
|        | Imóvel à Avenida Rio Branco, nº 185                                                                       |                        |                                                                                        | bem tombado pelo IRPH |            |
|        | Imóvel à Avenida Rio Branco, nº 19                                                                        |                        |                                                                                        | bem tombado pelo IRPH |            |
|        | Imóvel à Praça da República, nº 17                                                                        |                        |                                                                                        | bem tombado pelo IRPH |            |
|        | Imóvel à Rua Aníbal Benévolo, nº 315-A                                                                    |                        |                                                                                        | bem tombado pelo IRPH |            |
|        | Imóvel à Rua Buenos Aires, nº 312                                                                         |                        |                                                                                        | bem tombado pelo IRPH |            |
|        | Imóvel à Rua Dom Manuel, nº 14                                                                            |                        |                                                                                        | bem tombado pelo IRPH |            |
|        | Imóvel à Rua Equador, nº 476                                                                              |                        |                                                                                        | bem tombado pelo IRPH |            |
|        | Imóvel à Rua Frei Caneca, nº 363                                                                          |                        |                                                                                        | bem tombado pelo IRPH |            |
|        | Imóvel à Rua General José Cristino, nº 66                                                                 |                        |                                                                                        | bem tombado pelo IRPH |            |
|        | Imóvel à Rua Mestre Camargo, nº 3                                                                         |                        |                                                                                        | bem tombado pelo IRPH |            |
|        | Imóvel à Rua Regente Feijó nº 72, 74, 76                                                                  |                        | 22° 54′ 21″ S, 43° 11′ 05″ O                                                           | bem tombado pelo INEPAC |            |
|        | Imóvel à Rua Santo Amaro, nº 188                                                                          |                        |                                                                                        | bem tombado pelo IRPH |            |
|        | Imóvel à Rua São José com Travessa do Paço                                                                |                        |                                                                                        | bem tombado pelo IRPH |            |
|        | Imóvel à Rua São José, nº 16                                                                              |                        |                                                                                        | bem tombado pelo IRPH |            |
|        | Imóvel à Rua São José, nº 54                                                                              |                        |                                                                                        | bem tombado pelo IRPH |            |
|        | Imóvel à Rua São José, nº 56                                                                              |                        |                                                                                        | bem tombado pelo IRPH |            |
|        | Imóvel à Rua São José, nº 76                                                                              |                        |                                                                                        | bem tombado pelo IRPH |            |
|        | Imóvel à Rua São José, nº 78                                                                              |                        |                                                                                        | bem tombado pelo IRPH |            |
|        | Imóvel à Rua São José, nº 8                                                                               |                        |                                                                                        | bem tombado pelo IRPH |            |
|        | Imóvel à Rua São José, nº 80                                                                              |                        |                                                                                        | bem tombado pelo IRPH |            |
|        | Imóvel à Rua São José, nº 86                                                                              |                        |                                                                                        | bem tombado pelo IRPH |            |
|        | Imóvel à Rua Visconde de Itaboraí, nº 8                                                                   |                        |                                                                                        | bem tombado pelo IRPH |            |
|        | Imóvel à Rua Visconde de Paranaguá, nº 14                                                                 |                        |                                                                                        | bem tombado pelo IRPH |            |
|        | Imóvel à Rua Washington Luís, nº 10/10-A                                                                  |                        |                                                                                        | bem tombado pelo IRPH |            |
|        | Imóvel à Rua da Alfândega, nº 41                                                                          |                        |                                                                                        | bem tombado pelo IRPH |            |
|        | Imóvel à Rua da Candelária, nº 02                                                                         |                        |                                                                                        | bem tombado pelo IRPH |            |
|        | Imóvel à Rua da Indústria, nº 18                                                                          |                        |                                                                                        | bem tombado pelo IRPH |            |
|        | Imóvel à Rua da Quitanda, nº 21                                                                           |                        |                                                                                        | bem tombado pelo IRPH |            |
|        | Imóvel à Rua da Quitanda, nº 73                                                                           |                        |                                                                                        | bem tombado pelo IRPH |            |
|        | Imóvel à Rua do Rosário, nº 91/97                                                                         |                        |                                                                                        | bem tombado pelo IRPH |            |
|        | Imóvel à Travessa do Paço, nº 10                                                                          |                        |                                                                                        | bem tombado pelo IRPH |            |
|        | Inverno do Campo de Santana                                                                               |                        | 22° 54′ 25″ S, 43° 11′ 20″ O                                                           | patrimônio registrado pelo Inventário de Monumentos RJ                                                                            |            |
|        | Inverno do Passeio Público                                                                                |                        | 22° 54′ 48″ S, 43° 10′ 35″ O                                                           | patrimônio registrado pelo Inventário de Monumentos RJ                                                                            |            |
|        | Irineu Marinho no Passeio Público                                                                         |                        | 22° 54′ 47″ S, 43° 10′ 38″ O                                                           | patrimônio registrado pelo Inventário de Monumentos RJ                                                                            |            |
|        | Ismael Silva                                                                                              |                        | 22° 54′ 47″ S, 43° 12′ 10″ O                                                           | patrimônio registrado pelo Inventário de Monumentos RJ                                                                            |            |
|        | Jaqueira à Rua Comandante Guedes de Carvalho                                                              |                        |                                                                                        | bem tombado pelo INEPAC |            |
|        | Jardim de Burle Marx                                                                                      |                        | 22° 54′ 40″ S, 43° 10′ 03″ O                                                           | bem tombado pelo INEPAC |            |
|        | Jardim e Morro do Valongo                                                                                 |                        | 22° 53′ 55″ S, 43° 11′ 11″ O                                                           | bem tombado pelo IPHAN |            |
|        | Joaquim Nabuco                                                                                            |                        | 22° 54′ 36″ S, 43° 10′ 20″ O                                                           | patrimônio registrado pelo Inventário de Monumentos RJ                                                                            |            |
|        | José Antônio Ciraudo - depósito                                                                           |                        | 22° 54′ 24″ S, 43° 11′ 49″ O                                                           | patrimônio registrado pelo Inventário de Monumentos RJ                                                                            |            |
|        | José Bonifácio                                                                                            |                        | 22° 54′ 18″ S, 43° 10′ 50″ O                                                           | patrimônio registrado pelo Inventário de Monumentos RJ                                                                            |            |
|        | José Bonifácio da Quinta da Boa Vista                                                                     |                        | 22° 54′ 19″ S, 43° 13′ 28″ O                                                           | patrimônio registrado pelo Inventário de Monumentos RJ                                                                            |            |
|        | José do Patrocínio                                                                                        |                        | 22° 54′ 33″ S, 43° 10′ 31″ O                                                           | patrimônio registrado pelo Inventário de Monumentos RJ                                                                            |            |
|        | João Caetano                                                                                              |                        | 22° 54′ 23″ S, 43° 10′ 56″ O                                                           | patrimônio registrado pelo Inventário de Monumentos RJ                                                                            |            |
|        | João Calvino                                                                                              |                        | 22° 54′ 27″ S, 43° 10′ 53″ O                                                           | patrimônio registrado pelo Inventário de Monumentos RJ                                                                            |            |
|        | João Candido                                                                                              |                        | 22° 54′ 08″ S, 43° 10′ 23″ O                                                           | patrimônio registrado pelo Inventário de Monumentos RJ                                                                            |            |
|        | João Goulart                                                                                              |                        | 22° 54′ 15″ S, 43° 11′ 27″ O                                                           | patrimônio registrado pelo Inventário de Monumentos RJ                                                                            |            |
|        | João Paulo II                                                                                             |                        | 22° 54′ 34″ S, 43° 10′ 52″ O                                                           | patrimônio registrado pelo Inventário de Monumentos RJ                                                                            |            |
|        | João VI                                                                                                   |                        | 22° 54′ 08″ S, 43° 10′ 22″ O                                                           | patrimônio registrado pelo Inventário de Monumentos RJ                                                                            |            |
|        | Juceslino Kubischek                                                                                       |                        | 22° 54′ 39″ S, 43° 10′ 34″ O                                                           | patrimônio registrado pelo Inventário de Monumentos RJ                                                                            |            |
|        | Julio de Castilhos                                                                                        |                        | 22° 54′ 20″ S, 43° 11′ 27″ O                                                           | patrimônio registrado pelo Inventário de Monumentos RJ                                                                            |            |
|        | Juventude                                                                                                 |                        | 22° 54′ 35″ S, 43° 10′ 27″ O                                                           | patrimônio registrado pelo Inventário de Monumentos RJ                                                                            |            |
|        | Kintetic, a Pira do Povo                                                                                  |                        | 22° 54′ 01″ S, 43° 10′ 36″ O                                                           | patrimônio registrado pelo Inventário de Monumentos RJ                                                                            |            |
|        | Ladeira da Misericórdia                                                                                   | 1567                   | 22° 54′ 22″ S, 43° 10′ 13″ O                                                           | bem tombado pelo IPHAN bem tombado pelo INEPAC                                                                                    |            |
|        | Lago da Praça Salgado Filho                                                                               | julho de 1952          | 22° 54′ 41″ S, 43° 10′ 02″ O                                                           | patrimônio registrado pelo Inventário de Monumentos RJ                                                                            |            |
|        | Lago da Quinta da Boa Vista                                                                               | janeiro de 1876        | 22° 54′ 22″ S, 43° 13′ 19″ O                                                           | patrimônio registrado pelo Inventário de Monumentos RJ                                                                            |            |
|        | Lago do Campo de Santana                                                                                  |                        | 22° 54′ 27″ S, 43° 11′ 17″ O                                                           | patrimônio registrado pelo Inventário de Monumentos RJ bem tombado pelo IPHAN                                                     |            |
|        | Lago do Jardim da Petrobras                                                                               |                        | 22° 54′ 34″ S, 43° 10′ 43″ O                                                           | patrimônio registrado pelo Inventário de Monumentos RJ                                                                            |            |
|        | Lago do Passeio Público                                                                                   | janeiro de 1862        | 22° 54′ 49″ S, 43° 10′ 35″ O                                                           | patrimônio registrado pelo Inventário de Monumentos RJ                                                                            |            |
|        | Lampadário Modelo Avenida Central                                                                         |                        | 22° 54′ 24″ S, 43° 11′ 19″ O                                                           | patrimônio registrado pelo Inventário de Monumentos RJ                                                                            |            |
|        | Lampadário Suspenso do Corredor Cultural                                                                  |                        | 22° 54′ 10″ S, 43° 10′ 29″ O                                                           | patrimônio registrado pelo Inventário de Monumentos RJ                                                                            |            |
|        | Lampadário da Amurada pelo Campo de São Cristovão                                                         | novembro de 1906       | 22° 53′ 57″ S, 43° 13′ 15″ O                                                           | patrimônio registrado pelo Inventário de Monumentos RJ                                                                            |            |
|        | Lampadário da Assembleia Legislativa                                                                      | janeiro de 1926        | 22° 54′ 15″ S, 43° 10′ 28″ O                                                           | patrimônio registrado pelo Inventário de Monumentos RJ                                                                            |            |
|        | Lampadário da Lapa                                                                                        |                        | 22° 54′ 52″ S, 43° 10′ 41″ O 22° 54′ 51″ S, 43° 10′ 41″ O 22° 54′ 51″ S, 43° 10′ 42″ O | patrimônio registrado pelo Inventário de Monumentos RJ bem tombado pelo INEPAC bem tombado pelo IPHAN                             |            |
|        | Lampadário da Praça Duque de Caxias                                                                       |                        | 22° 54′ 16″ S, 43° 11′ 22″ O                                                           | patrimônio registrado pelo Inventário de Monumentos RJ                                                                            |            |
|        | Lampadário do Campo de Santana                                                                            |                        | 22° 54′ 24″ S, 43° 11′ 18″ O                                                           | patrimônio registrado pelo Inventário de Monumentos RJ                                                                            |            |
|        | Lampadário do Largo de Piolho                                                                             |                        | 22° 54′ 21″ S, 43° 13′ 05″ O                                                           | patrimônio registrado pelo Inventário de Monumentos RJ                                                                            |            |
|        | Lampadário do Ministério da Fazenda                                                                       | novembro de 1943       | 22° 54′ 28″ S, 43° 10′ 23″ O                                                           | patrimônio registrado pelo Inventário de Monumentos RJ                                                                            |            |
|        | Lampadário do Monumento Pedro I                                                                           | janeiro de 1865        | 22° 54′ 24″ S, 43° 10′ 59″ O                                                           | patrimônio registrado pelo Inventário de Monumentos RJ                                                                            |            |
|        | Lampadário do Teatro Municipal                                                                            |                        | 22° 54′ 34″ S, 43° 10′ 35″ O                                                           | patrimônio registrado pelo Inventário de Monumentos RJ                                                                            |            |
|        | Lampadário do Terraço da Quinta da Boa Vista                                                              |                        | 22° 54′ 20″ S, 43° 13′ 30″ O                                                           | patrimônio registrado pelo Inventário de Monumentos RJ                                                                            |            |
|        | Lima Barreto do Centro                                                                                    |                        | 22° 54′ 40″ S, 43° 10′ 57″ O                                                           | patrimônio registrado pelo Inventário de Monumentos RJ                                                                            |            |
|        | Luis de Camões                                                                                            |                        | 22° 54′ 20″ S, 43° 10′ 56″ O                                                           | patrimônio registrado pelo Inventário de Monumentos RJ                                                                            |            |
|        | Luiz Gonzaga                                                                                              |                        | 22° 53′ 54″ S, 43° 13′ 11″ O                                                           | patrimônio registrado pelo Inventário de Monumentos RJ                                                                            |            |
|        | Luta Desigual                                                                                             |                        | 22° 54′ 27″ S, 43° 11′ 21″ O                                                           | patrimônio registrado pelo Inventário de Monumentos RJ                                                                            |            |
|        | Macaco Tião                                                                                               | agosto de 1997         | 22° 54′ 16″ S, 43° 13′ 46″ O                                                           | patrimônio registrado pelo Inventário de Monumentos RJ                                                                            |            |
|        | Machado de Assis                                                                                          |                        | 22° 54′ 38″ S, 43° 10′ 22″ O                                                           | patrimônio registrado pelo Inventário de Monumentos RJ                                                                            |            |
|        | Major Plácido de Castro no Passeio Público                                                                |                        | 22° 54′ 46″ S, 43° 10′ 35″ O                                                           | patrimônio registrado pelo Inventário de Monumentos RJ                                                                            |            |
|        | Mangueira à Rua Comte Guedes de Carvalho                                                                  |                        |                                                                                        | bem tombado pelo INEPAC |            |
|        | Mangueira à Rua Frei Leopoldo                                                                             |                        |                                                                                        | bem tombado pelo INEPAC |            |
|        | Mangueira à Rua Padre Juvenal                                                                             |                        |                                                                                        | bem tombado pelo INEPAC |            |
|        | Mangueira à Rua Tomás Cerqueira                                                                           |                        |                                                                                        | bem tombado pelo INEPAC |            |
|        | Manuel Bandeira no Centro                                                                                 |                        | 22° 54′ 36″ S, 43° 10′ 20″ O                                                           | patrimônio registrado pelo Inventário de Monumentos RJ                                                                            |            |
|        | Marco Baha-i                                                                                              |                        | 22° 53′ 45″ S, 43° 10′ 52″ O                                                           | patrimônio registrado pelo Inventário de Monumentos RJ                                                                            |            |
|        | Marco Cápsula do Tempo                                                                                    |                        | 22° 54′ 34″ S, 43° 10′ 11″ O                                                           | patrimônio registrado pelo Inventário de Monumentos RJ                                                                            |            |
|        | Marco Rodoviário da Estrada das Paineiras                                                                 |                        | 22° 56′ 55″ S, 43° 12′ 41″ O                                                           | patrimônio registrado pelo Inventário de Monumentos RJ                                                                            |            |
|        | Marco ao Cooperativismo                                                                                   |                        | 22° 53′ 32″ S, 43° 14′ 24″ O                                                           | patrimônio registrado pelo Inventário de Monumentos RJ                                                                            |            |
|        | Marco aos Aviadores                                                                                       |                        | 22° 54′ 40″ S, 43° 10′ 02″ O                                                           | patrimônio registrado pelo Inventário de Monumentos RJ                                                                            |            |
|        | Marco aos Ex-Combatentes de Paquetá                                                                       |                        | 22° 45′ 19″ S, 43° 06′ 38″ O                                                           | patrimônio registrado pelo Inventário de Monumentos RJ                                                                            |            |
|        | Marco da Inauguração da Avenida Paulo de Frontin                                                          | janeiro de 1919        | 22° 55′ 28″ S, 43° 12′ 34″ O                                                           | patrimônio registrado pelo Inventário de Monumentos RJ                                                                            |            |
|        | Marco da Inauguração do Viaduto Ana Neri                                                                  | setembro de 1956       | 22° 53′ 44″ S, 43° 14′ 28″ O                                                           | patrimônio registrado pelo Inventário de Monumentos RJ                                                                            |            |
|        | Marco da Lenda do Baobá - Maria Gorda                                                                     |                        | 22° 45′ 30″ S, 43° 06′ 30″ O                                                           | patrimônio registrado pelo Inventário de Monumentos RJ                                                                            |            |
|        | Marco da União Espiritual                                                                                 |                        | 22° 54′ 44″ S, 43° 10′ 36″ O                                                           | patrimônio registrado pelo Inventário de Monumentos RJ                                                                            |            |
|        | Marco de Tributo à Árvore I                                                                               |                        | 22° 45′ 44″ S, 43° 06′ 26″ O                                                           | patrimônio registrado pelo Inventário de Monumentos RJ                                                                            |            |
|        | Marco de Tributo à Árvore II                                                                              |                        | 22° 45′ 46″ S, 43° 06′ 36″ O                                                           | patrimônio registrado pelo Inventário de Monumentos RJ                                                                            |            |
|        | Marco do Logradouro da Praça São Roque                                                                    |                        | 22° 45′ 13″ S, 43° 06′ 37″ O                                                           | patrimônio registrado pelo Inventário de Monumentos RJ                                                                            |            |
|        | Marco do logradouro da Praia Pintor Castanegto                                                            |                        | 22° 45′ 06″ S, 43° 06′ 32″ O                                                           | patrimônio registrado pelo Inventário de Monumentos RJ                                                                            |            |
|        | Marco do logradouro da Praia dos Tamoios                                                                  |                        | 22° 45′ 38″ S, 43° 06′ 28″ O                                                           | patrimônio registrado pelo Inventário de Monumentos RJ                                                                            |            |
|        | Marco do logradouro da Praia dos Tamoios II                                                               |                        | 22° 45′ 28″ S, 43° 06′ 31″ O                                                           | patrimônio registrado pelo Inventário de Monumentos RJ                                                                            |            |
|        | Marco do logradouro da Praça Pedro Bruno                                                                  |                        | 22° 45′ 44″ S, 43° 06′ 27″ O                                                           | patrimônio registrado pelo Inventário de Monumentos RJ                                                                            |            |
|        | Marco do logradouro da Rua Furquim Werneck                                                                |                        | 22° 45′ 44″ S, 43° 06′ 27″ O                                                           | patrimônio registrado pelo Inventário de Monumentos RJ                                                                            |            |
|        | Marco do logradouro da Rua Maestro Anacleto                                                               |                        | 22° 45′ 09″ S, 43° 06′ 35″ O                                                           | patrimônio registrado pelo Inventário de Monumentos RJ                                                                            |            |
|        | Marco do logradouro da Rua Vivaldo Coaracy                                                                |                        | 22° 45′ 14″ S, 43° 06′ 38″ O                                                           | patrimônio registrado pelo Inventário de Monumentos RJ                                                                            |            |
|        | Marco do logradouro do Parque dos Tamoios                                                                 |                        | 22° 45′ 15″ S, 43° 06′ 19″ O                                                           | patrimônio registrado pelo Inventário de Monumentos RJ                                                                            |            |
|        | Marco em Homenagem à Paquetá                                                                              |                        | 22° 45′ 18″ S, 43° 06′ 27″ O                                                           | patrimônio registrado pelo Inventário de Monumentos RJ                                                                            |            |
|        | Marco à Bíblia                                                                                            |                        | 22° 53′ 08″ S, 43° 15′ 08″ O                                                           | patrimônio registrado pelo Inventário de Monumentos RJ                                                                            |            |
|        | Marco à Primeira foto na América do Sul - Daguerreótipo                                                   |                        | 22° 54′ 13″ S, 43° 10′ 25″ O                                                           | patrimônio registrado pelo Inventário de Monumentos RJ                                                                            |            |
|        | Marcílio Dias                                                                                             |                        |                                                                                        | patrimônio registrado pelo Inventário de Monumentos RJ                                                                            |            |
|        | Marechal Bittencourt                                                                                      | novembro de 1988       | 22° 54′ 19″ S, 43° 10′ 09″ O                                                           | patrimônio registrado pelo Inventário de Monumentos RJ                                                                            |            |
|        | Marechal Duque de Caxias                                                                                  |                        | 22° 54′ 15″ S, 43° 11′ 21″ O                                                           | patrimônio registrado pelo Inventário de Monumentos RJ                                                                            |            |
|        | Marquês do Lavradio                                                                                       | setembro de 2012       | 22° 54′ 32″ S, 43° 11′ 00″ O                                                           | patrimônio registrado pelo Inventário de Monumentos RJ                                                                            |            |
|        | Marte do Jardim do Valongo                                                                                |                        | 22° 53′ 56″ S, 43° 11′ 16″ O                                                           | patrimônio registrado pelo Inventário de Monumentos RJ                                                                            |            |
|        | Martins Fontes - depósito                                                                                 |                        | 22° 54′ 21″ S, 43° 11′ 49″ O                                                           | patrimônio registrado pelo Inventário de Monumentos RJ                                                                            |            |
|        | Mastro da Bandeira da Praça da Bandeira                                                                   |                        | 22° 54′ 39″ S, 43° 12′ 51″ O                                                           | patrimônio registrado pelo Inventário de Monumentos RJ                                                                            |            |
|        | Mercedes Baptista                                                                                         |                        | 22° 53′ 51″ S, 43° 11′ 03″ O                                                           | patrimônio registrado pelo Inventário de Monumentos RJ                                                                            |            |
|        | Mercúrio do Jardim do Valongo                                                                             | janeiro de 1843        | 22° 53′ 56″ S, 43° 11′ 23″ O                                                           | patrimônio registrado pelo Inventário de Monumentos RJ                                                                            |            |
|        | Mestre Valentim no Passeio Público                                                                        |                        | 22° 54′ 47″ S, 43° 10′ 38″ O                                                           | patrimônio registrado pelo Inventário de Monumentos RJ                                                                            |            |
|        | Minerva do Jardim do Valongo                                                                              |                        | 22° 53′ 56″ S, 43° 11′ 16″ O                                                           | patrimônio registrado pelo Inventário de Monumentos RJ                                                                            |            |
|        | Ministério da Guerra                                                                                      |                        | 22° 54′ 12″ S, 43° 11′ 23″ O                                                           | bem tombado pelo INEPAC |            |
|        | Ministério da Marinha do Brasil                                                                           | 16 de janeiro de 1822  |                                                                                        | bem tombado pelo INEPAC |            |
|        | Moacir de Almeida - depósito                                                                              |                        | 22° 54′ 22″ S, 43° 11′ 47″ O                                                           | patrimônio registrado pelo Inventário de Monumentos RJ                                                                            |            |
|        | Modestino Kanto                                                                                           |                        | 22° 54′ 26″ S, 43° 11′ 36″ O                                                           | patrimônio registrado pelo Inventário de Monumentos RJ                                                                            |            |
|        | Monsenhor Mathathias Gomes                                                                                |                        | 22° 54′ 27″ S, 43° 10′ 54″ O                                                           | patrimônio registrado pelo Inventário de Monumentos RJ                                                                            |            |
|        | Monumento a Marechal Deodoro da Fonseca                                                                   |                        | 22° 54′ 51″ S, 43° 10′ 30″ O                                                           | patrimônio registrado pelo Inventário de Monumentos RJ bem tombado pelo INEPAC                                                    |            |
|        | Monumento ao Marechal Floriano Peixoto                                                                    |                        | 22° 54′ 36″ S, 43° 10′ 34″ O                                                           | patrimônio registrado pelo Inventário de Monumentos RJ bem tombado pelo INEPAC                                                    |            |
|        | Morro da Conceição                                                                                        |                        | 22° 53′ 55″ S, 43° 10′ 59″ O                                                           | bem de interesse histórico e/ou cultural                                                                                          |            |
|        | Mosteiro de São Bento                                                                                     | 1590                   | 22° 53′ 49″ S, 43° 10′ 41″ O                                                           | Património de Influência Portuguesa (base de dados) Património Mundial Provisório bem tombado pelo IPHAN                          |            |
|        | Murais de Di Cavalcanti (Teatro João Caetano)                                                             |                        | 22° 54′ 21″ S, 43° 10′ 56″ O                                                           | bem tombado pelo INEPAC |            |
|        | Mural da Fonte dos Amores                                                                                 |                        | 22° 54′ 49″ S, 43° 10′ 33″ O                                                           | patrimônio registrado pelo Inventário de Monumentos RJ                                                                            |            |
|        | Museu Casa de Benjamin Constant                                                                           | 1982                   | 22° 55′ 14″ S, 43° 11′ 18″ O                                                           | bem tombado pelo IPHAN |            |
|        | Museu Histórico Nacional                                                                                  | 12 de outubro de 1922  | 22° 54′ 21″ S, 43° 10′ 10″ O                                                           | bem tombado pelo IPHAN Património de Influência Portuguesa (base de dados)                                                        |            |
|        | Museu Nacional                                                                                            | 6 de junho de 1818     | 22° 54′ 21″ S, 43° 13′ 34″ O                                                           | bem tombado pelo IPHAN Património de Influência Portuguesa (base de dados)                                                        |            |
|        | Museu Nacional de Belas Artes                                                                             | 1937                   | 22° 54′ 32″ S, 43° 10′ 33″ O                                                           | bem tombado pelo INEPAC |            |
|        | Museu da Chácara do Céu                                                                                   | 1958                   | 22° 55′ 03″ S, 43° 10′ 58″ O                                                           | bem tombado pelo IPHAN |            |
|        | Museu da Imagem e do Som                                                                                  |                        | 22° 54′ 51″ S, 43° 10′ 43″ O                                                           | bem tombado pelo INEPAC |            |
|        | Nicho Paroquial de Nossa Senhora de Fátima                                                                |                        |                                                                                        | bem tombado pelo IRPH |            |
|        | Nilo Peçanha                                                                                              |                        | 22° 54′ 19″ S, 43° 13′ 28″ O                                                           | patrimônio registrado pelo Inventário de Monumentos RJ                                                                            |            |
|        | Nilo Peçanha II                                                                                           |                        | 22° 54′ 19″ S, 43° 13′ 32″ O                                                           | patrimônio registrado pelo Inventário de Monumentos RJ                                                                            |            |
|        | Nincho da Quinta da Boa Vista                                                                             | janeiro de 1876        | 22° 54′ 23″ S, 43° 13′ 35″ O                                                           | patrimônio registrado pelo Inventário de Monumentos RJ                                                                            |            |
|        | Nossa Senhora da Imaculada Conceição do Morro da Conceição                                                |                        | 22° 53′ 56″ S, 43° 10′ 59″ O                                                           | patrimônio registrado pelo Inventário de Monumentos RJ                                                                            |            |
|        | O Mascate do Saara                                                                                        |                        | 22° 54′ 19″ S, 43° 11′ 06″ O                                                           | patrimônio registrado pelo Inventário de Monumentos RJ                                                                            |            |
|        | O Passante                                                                                                | fevereiro de 1996      | 22° 54′ 30″ S, 43° 10′ 40″ O                                                           | patrimônio registrado pelo Inventário de Monumentos RJ                                                                            |            |
|        | Obelisco da Avenida Rio Branco                                                                            |                        | 22° 54′ 46″ S, 43° 10′ 29″ O                                                           | patrimônio registrado pelo Inventário de Monumentos RJ bem tombado pelo INEPAC                                                    |            |
|        | Observatório Nacional                                                                                     | 14 de abril de 1827    | 22° 53′ 45″ S, 43° 13′ 30″ O                                                           | bem tombado pelo IPHAN |            |
|        | Oitenta                                                                                                   | agosto de 2009         | 22° 54′ 22″ S, 43° 11′ 52″ O                                                           | patrimônio registrado pelo Inventário de Monumentos RJ                                                                            |            |
|        | Olavo Bilac no Passeio Público                                                                            |                        | 22° 54′ 47″ S, 43° 10′ 36″ O                                                           | patrimônio registrado pelo Inventário de Monumentos RJ                                                                            |            |
|        | Oratório Capela das Almas                                                                                 |                        | 22° 53′ 59″ S, 43° 11′ 40″ O                                                           | patrimônio registrado pelo Inventário de Monumentos RJ                                                                            |            |
|        | Oratório de Nossa Senhora da Conceição de Paquetá                                                         |                        | 22° 46′ 02″ S, 43° 06′ 40″ O                                                           | patrimônio registrado pelo Inventário de Monumentos RJ                                                                            |            |
|        | Oratório de Nossa Senhora de Fátima do Bairro de Fátima                                                   |                        | 22° 55′ 04″ S, 43° 11′ 18″ O                                                           | patrimônio registrado pelo Inventário de Monumentos RJ                                                                            |            |
|        | Oratório de Nossa Senhora do Cabo Boa Esperança                                                           |                        | 22° 54′ 13″ S, 43° 10′ 34″ O                                                           | patrimônio registrado pelo Inventário de Monumentos RJ                                                                            |            |
|        | Oratório à São Jorge de Benfica                                                                           |                        | 22° 53′ 23″ S, 43° 14′ 06″ O                                                           | patrimônio registrado pelo Inventário de Monumentos RJ                                                                            |            |
|        | Oratório à São Silvestre                                                                                  |                        | 22° 56′ 43″ S, 43° 12′ 18″ O                                                           | patrimônio registrado pelo Inventário de Monumentos RJ                                                                            |            |
|        | Outono do Campo de Santana                                                                                |                        | 22° 54′ 24″ S, 43° 11′ 17″ O                                                           | patrimônio registrado pelo Inventário de Monumentos RJ                                                                            |            |
|        | Outono do Passeio Público - depósito                                                                      |                        | 22° 54′ 48″ S, 43° 10′ 38″ O                                                           | patrimônio registrado pelo Inventário de Monumentos RJ                                                                            |            |
|        | Padre Cícero                                                                                              |                        | 22° 53′ 48″ S, 43° 13′ 16″ O                                                           | patrimônio registrado pelo Inventário de Monumentos RJ                                                                            |            |
|        | Painel Copa 2014                                                                                          | janeiro de 2014        | 22° 54′ 55″ S, 43° 10′ 45″ O                                                           | patrimônio registrado pelo Inventário de Monumentos RJ                                                                            |            |
|        | Painel Elementos da Natureza                                                                              |                        | 22° 54′ 23″ S, 43° 11′ 48″ O                                                           | patrimônio registrado pelo Inventário de Monumentos RJ                                                                            |            |
|        | Painel Gentileza 1                                                                                        |                        | 22° 53′ 55″ S, 43° 12′ 39″ O                                                           | patrimônio registrado pelo Inventário de Monumentos RJ                                                                            |            |
|        | Painel Gentileza 10                                                                                       |                        | 22° 53′ 59″ S, 43° 12′ 38″ O                                                           | patrimônio registrado pelo Inventário de Monumentos RJ                                                                            |            |
|        | Painel Gentileza 11                                                                                       |                        | 22° 53′ 58″ S, 43° 12′ 37″ O                                                           | patrimônio registrado pelo Inventário de Monumentos RJ                                                                            |            |
|        | Painel Gentileza 12                                                                                       |                        | 22° 53′ 56″ S, 43° 12′ 39″ O                                                           | patrimônio registrado pelo Inventário de Monumentos RJ                                                                            |            |
|        | Painel Gentileza 13                                                                                       |                        | 22° 53′ 56″ S, 43° 12′ 39″ O                                                           | patrimônio registrado pelo Inventário de Monumentos RJ                                                                            |            |
|        | Painel Gentileza 14                                                                                       |                        | 22° 53′ 54″ S, 43° 12′ 41″ O                                                           | patrimônio registrado pelo Inventário de Monumentos RJ                                                                            |            |
|        | Painel Gentileza 15                                                                                       |                        | 22° 53′ 54″ S, 43° 12′ 42″ O                                                           | patrimônio registrado pelo Inventário de Monumentos RJ                                                                            |            |
|        | Painel Gentileza 16                                                                                       |                        | 22° 53′ 53″ S, 43° 12′ 43″ O                                                           | patrimônio registrado pelo Inventário de Monumentos RJ                                                                            |            |
|        | Painel Gentileza 17                                                                                       |                        | 22° 53′ 52″ S, 43° 12′ 44″ O                                                           | patrimônio registrado pelo Inventário de Monumentos RJ                                                                            |            |
|        | Painel Gentileza 18                                                                                       |                        | 22° 53′ 51″ S, 43° 12′ 45″ O                                                           | patrimônio registrado pelo Inventário de Monumentos RJ                                                                            |            |
|        | Painel Gentileza 19                                                                                       |                        | 22° 53′ 50″ S, 43° 12′ 46″ O                                                           | patrimônio registrado pelo Inventário de Monumentos RJ                                                                            |            |
|        | Painel Gentileza 2                                                                                        |                        | 22° 53′ 56″ S, 43° 12′ 38″ O                                                           | patrimônio registrado pelo Inventário de Monumentos RJ                                                                            |            |
|        | Painel Gentileza 20                                                                                       |                        | 22° 53′ 48″ S, 43° 12′ 49″ O                                                           | patrimônio registrado pelo Inventário de Monumentos RJ                                                                            |            |
|        | Painel Gentileza 21                                                                                       |                        | 22° 53′ 47″ S, 43° 12′ 50″ O                                                           | patrimônio registrado pelo Inventário de Monumentos RJ                                                                            |            |
|        | Painel Gentileza 22                                                                                       |                        | 22° 53′ 47″ S, 43° 12′ 51″ O                                                           | patrimônio registrado pelo Inventário de Monumentos RJ                                                                            |            |
|        | Painel Gentileza 23                                                                                       |                        | 22° 53′ 46″ S, 43° 12′ 52″ O                                                           | patrimônio registrado pelo Inventário de Monumentos RJ                                                                            |            |
|        | Painel Gentileza 24                                                                                       |                        | 22° 53′ 45″ S, 43° 12′ 53″ O                                                           | patrimônio registrado pelo Inventário de Monumentos RJ                                                                            |            |
|        | Painel Gentileza 25                                                                                       |                        | 22° 53′ 43″ S, 43° 12′ 54″ O                                                           | patrimônio registrado pelo Inventário de Monumentos RJ                                                                            |            |
|        | Painel Gentileza 26                                                                                       |                        | 22° 53′ 42″ S, 43° 12′ 54″ O                                                           | patrimônio registrado pelo Inventário de Monumentos RJ                                                                            |            |
|        | Painel Gentileza 27                                                                                       |                        | 22° 53′ 41″ S, 43° 12′ 55″ O                                                           | patrimônio registrado pelo Inventário de Monumentos RJ                                                                            |            |
|        | Painel Gentileza 28                                                                                       |                        | 22° 53′ 40″ S, 43° 12′ 56″ O                                                           | patrimônio registrado pelo Inventário de Monumentos RJ                                                                            |            |
|        | Painel Gentileza 29                                                                                       |                        | 22° 53′ 37″ S, 43° 12′ 57″ O                                                           | patrimônio registrado pelo Inventário de Monumentos RJ                                                                            |            |
|        | Painel Gentileza 3                                                                                        |                        | 22° 53′ 55″ S, 43° 12′ 36″ O                                                           | patrimônio registrado pelo Inventário de Monumentos RJ                                                                            |            |
|        | Painel Gentileza 30                                                                                       |                        | 22° 53′ 36″ S, 43° 12′ 57″ O                                                           | patrimônio registrado pelo Inventário de Monumentos RJ                                                                            |            |
|        | Painel Gentileza 31                                                                                       |                        | 22° 53′ 35″ S, 43° 12′ 58″ O                                                           | patrimônio registrado pelo Inventário de Monumentos RJ                                                                            |            |
|        | Painel Gentileza 32                                                                                       |                        | 22° 53′ 34″ S, 43° 12′ 58″ O                                                           | patrimônio registrado pelo Inventário de Monumentos RJ                                                                            |            |
|        | Painel Gentileza 33                                                                                       |                        | 22° 53′ 33″ S, 43° 12′ 58″ O                                                           | patrimônio registrado pelo Inventário de Monumentos RJ                                                                            |            |
|        | Painel Gentileza 34                                                                                       |                        | 22° 53′ 33″ S, 43° 12′ 59″ O                                                           | patrimônio registrado pelo Inventário de Monumentos RJ                                                                            |            |
|        | Painel Gentileza 35                                                                                       |                        | 22° 53′ 32″ S, 43° 12′ 59″ O                                                           | patrimônio registrado pelo Inventário de Monumentos RJ                                                                            |            |
|        | Painel Gentileza 36                                                                                       |                        | 22° 53′ 31″ S, 43° 13′ 00″ O                                                           | patrimônio registrado pelo Inventário de Monumentos RJ                                                                            |            |
|        | Painel Gentileza 37                                                                                       |                        | 22° 53′ 30″ S, 43° 13′ 00″ O                                                           | patrimônio registrado pelo Inventário de Monumentos RJ                                                                            |            |
|        | Painel Gentileza 38                                                                                       |                        | 22° 53′ 29″ S, 43° 13′ 01″ O                                                           | patrimônio registrado pelo Inventário de Monumentos RJ                                                                            |            |
|        | Painel Gentileza 39                                                                                       |                        | 22° 53′ 27″ S, 43° 13′ 01″ O                                                           | patrimônio registrado pelo Inventário de Monumentos RJ                                                                            |            |
|        | Painel Gentileza 4                                                                                        |                        | 22° 53′ 55″ S, 43° 12′ 35″ O                                                           | patrimônio registrado pelo Inventário de Monumentos RJ                                                                            |            |
|        | Painel Gentileza 40                                                                                       |                        | 22° 53′ 30″ S, 43° 12′ 59″ O                                                           | patrimônio registrado pelo Inventário de Monumentos RJ                                                                            |            |
|        | Painel Gentileza 41                                                                                       |                        | 22° 53′ 29″ S, 43° 13′ 00″ O                                                           | patrimônio registrado pelo Inventário de Monumentos RJ                                                                            |            |
|        | Painel Gentileza 42                                                                                       |                        | 22° 53′ 28″ S, 43° 13′ 00″ O                                                           | patrimônio registrado pelo Inventário de Monumentos RJ                                                                            |            |
|        | Painel Gentileza 43                                                                                       |                        | 22° 53′ 27″ S, 43° 13′ 01″ O                                                           | patrimônio registrado pelo Inventário de Monumentos RJ                                                                            |            |
|        | Painel Gentileza 44                                                                                       |                        | 22° 53′ 26″ S, 43° 13′ 01″ O                                                           | patrimônio registrado pelo Inventário de Monumentos RJ                                                                            |            |
|        | Painel Gentileza 45                                                                                       |                        | 22° 53′ 26″ S, 43° 13′ 02″ O                                                           | patrimônio registrado pelo Inventário de Monumentos RJ                                                                            |            |
|        | Painel Gentileza 46                                                                                       |                        | 22° 53′ 27″ S, 43° 13′ 02″ O                                                           | patrimônio registrado pelo Inventário de Monumentos RJ                                                                            |            |
|        | Painel Gentileza 47                                                                                       |                        | 22° 53′ 27″ S, 43° 13′ 02″ O                                                           | patrimônio registrado pelo Inventário de Monumentos RJ                                                                            |            |
|        | Painel Gentileza 48                                                                                       |                        | 22° 53′ 25″ S, 43° 13′ 03″ O                                                           | patrimônio registrado pelo Inventário de Monumentos RJ                                                                            |            |
|        | Painel Gentileza 49                                                                                       |                        | 22° 53′ 25″ S, 43° 13′ 03″ O                                                           | patrimônio registrado pelo Inventário de Monumentos RJ                                                                            |            |
|        | Painel Gentileza 5                                                                                        |                        | 22° 53′ 55″ S, 43° 12′ 35″ O                                                           | patrimônio registrado pelo Inventário de Monumentos RJ                                                                            |            |
|        | Painel Gentileza 50                                                                                       |                        | 22° 53′ 25″ S, 43° 13′ 03″ O                                                           | patrimônio registrado pelo Inventário de Monumentos RJ                                                                            |            |
|        | Painel Gentileza 51                                                                                       |                        | 22° 53′ 24″ S, 43° 13′ 03″ O                                                           | patrimônio registrado pelo Inventário de Monumentos RJ                                                                            |            |
|        | Painel Gentileza 52                                                                                       |                        | 22° 53′ 24″ S, 43° 13′ 02″ O                                                           | patrimônio registrado pelo Inventário de Monumentos RJ                                                                            |            |
|        | Painel Gentileza 53                                                                                       |                        | 22° 53′ 23″ S, 43° 13′ 03″ O                                                           | patrimônio registrado pelo Inventário de Monumentos RJ                                                                            |            |
|        | Painel Gentileza 54                                                                                       |                        | 22° 53′ 23″ S, 43° 13′ 04″ O                                                           | patrimônio registrado pelo Inventário de Monumentos RJ                                                                            |            |
|        | Painel Gentileza 55                                                                                       |                        | 22° 53′ 22″ S, 43° 13′ 06″ O                                                           | patrimônio registrado pelo Inventário de Monumentos RJ                                                                            |            |
|        | Painel Gentileza 6                                                                                        |                        | 22° 53′ 55″ S, 43° 12′ 35″ O                                                           | patrimônio registrado pelo Inventário de Monumentos RJ                                                                            |            |
|        | Painel Gentileza 7                                                                                        |                        | 22° 54′ 02″ S, 43° 12′ 37″ O                                                           | patrimônio registrado pelo Inventário de Monumentos RJ                                                                            |            |
|        | Painel Gentileza 8                                                                                        |                        | 22° 54′ 01″ S, 43° 12′ 38″ O                                                           | patrimônio registrado pelo Inventário de Monumentos RJ                                                                            |            |
|        | Painel Gentileza 9                                                                                        |                        | 22° 54′ 00″ S, 43° 12′ 38″ O                                                           | patrimônio registrado pelo Inventário de Monumentos RJ                                                                            |            |
|        | Painel Gentileza s/n                                                                                      |                        | 22° 53′ 49″ S, 43° 12′ 47″ O                                                           | patrimônio registrado pelo Inventário de Monumentos RJ                                                                            |            |
|        | Painel Gravidas de Selarón                                                                                |                        | 22° 54′ 49″ S, 43° 10′ 48″ O                                                           | patrimônio registrado pelo Inventário de Monumentos RJ                                                                            |            |
|        | Painel Propaganda de Selarón                                                                              | janeiro de 2004        | 22° 54′ 49″ S, 43° 10′ 48″ O                                                           | patrimônio registrado pelo Inventário de Monumentos RJ                                                                            |            |
|        | Painel Viver na Favela                                                                                    |                        | 22° 54′ 50″ S, 43° 10′ 48″ O                                                           | patrimônio registrado pelo Inventário de Monumentos RJ                                                                            |            |
|        | Painel da Lapa                                                                                            |                        | 22° 54′ 50″ S, 43° 10′ 49″ O                                                           | patrimônio registrado pelo Inventário de Monumentos RJ                                                                            |            |
|        | Painel de Portinari                                                                                       |                        |                                                                                        | bem tombado pelo INEPAC |            |
|        | Painel de Santa Bárbara                                                                                   | janeiro de 1964        | 22° 54′ 32″ S, 43° 10′ 35″ O                                                           | patrimônio registrado pelo Inventário de Monumentos RJ                                                                            |            |
|        | Painel de São Roque                                                                                       | janeiro de 1965        | 22° 54′ 06″ S, 43° 13′ 20″ O                                                           | patrimônio registrado pelo Inventário de Monumentos RJ                                                                            |            |
|        | Painel do Edifício Andorinha                                                                              | janeiro de 1934        | 22° 54′ 32″ S, 43° 11′ 01″ O                                                           | patrimônio registrado pelo Inventário de Monumentos RJ                                                                            |            |
|        | Painel do Túnel João Ricardo                                                                              |                        | 22° 54′ 02″ S, 43° 11′ 36″ O                                                           | patrimônio registrado pelo Inventário de Monumentos RJ                                                                            |            |
|        | Painéis Murais em Mosaico de Paulo Werneck                                                                |                        |                                                                                        | bem tombado pelo IRPH |            |
|        | Painéis da Igreja de Nossa Senhora do Parto                                                               |                        |                                                                                        | bem tombado pelo INEPAC |            |
|        | Palácio Duque de Caxias                                                                                   |                        | 22° 54′ 13″ S, 43° 11′ 21″ O                                                           | bem tombado pelo INEPAC |            |
|        | Palácio Tiradentes                                                                                        | 6 de maio de 1926      | 22° 54′ 14″ S, 43° 10′ 26″ O                                                           | bem tombado pelo IPHAN |            |
|        | Palácio da Conceição                                                                                      |                        | 22° 53′ 59″ S, 43° 10′ 58″ O                                                           | bem tombado pelo IPHAN Património de Influência Portuguesa (base de dados)                                                        |            |
|        | Palácio do Itamaraty                                                                                      |                        | 22° 54′ 11″ S, 43° 11′ 17″ O                                                           | bem tombado pelo IPHAN |            |
|        | Passarela Coronel Americo Fontinelle                                                                      |                        | 22° 54′ 37″ S, 43° 10′ 06″ O                                                           | patrimônio registrado pelo Inventário de Monumentos RJ                                                                            |            |
|        | Paulo Sampaio                                                                                             | setembro de 2002       | 22° 54′ 21″ S, 43° 10′ 07″ O                                                           | patrimônio registrado pelo Inventário de Monumentos RJ                                                                            |            |
|        | Paulo Silva no Passeio Público                                                                            |                        | 22° 54′ 49″ S, 43° 10′ 39″ O                                                           | patrimônio registrado pelo Inventário de Monumentos RJ                                                                            |            |
|        | Paulo de Frontin na Cidade Nova                                                                           | janeiro de 2012        | 22° 54′ 32″ S, 43° 12′ 02″ O                                                           | patrimônio registrado pelo Inventário de Monumentos RJ                                                                            |            |
|        | Paulo de Frontin na Cinelândia                                                                            |                        | 22° 54′ 41″ S, 43° 10′ 33″ O                                                           | patrimônio registrado pelo Inventário de Monumentos RJ                                                                            |            |
|        | Pavimentação Tipo Pé de Moleque                                                                           |                        |                                                                                        | bem tombado pelo IRPH |            |
|        | Pax (Paz)                                                                                                 |                        | 22° 54′ 36″ S, 43° 10′ 35″ O                                                           | patrimônio registrado pelo Inventário de Monumentos RJ                                                                            |            |
|        | Paço Imperial                                                                                             | 1743                   | 22° 54′ 13″ S, 43° 10′ 27″ O                                                           | bem tombado pelo IPHAN Património de Influência Portuguesa (base de dados)                                                        |            |
|        | Pedestal Vazio                                                                                            |                        | 22° 45′ 22″ S, 43° 06′ 27″ O                                                           | patrimônio registrado pelo Inventário de Monumentos RJ                                                                            |            |
|        | Pedra do Sal                                                                                              |                        | 22° 53′ 53″ S, 43° 11′ 07″ O                                                           | patrimônio registrado pelo Inventário de Monumentos RJ bem tombado pelo INEPAC                                                    |            |
|        | Pedra dos Namorados                                                                                       |                        | 22° 45′ 40″ S, 43° 06′ 40″ O                                                           | bem tombado pelo INEPAC |            |
|        | Pedro Américo no Passeio Público                                                                          |                        | 22° 54′ 51″ S, 43° 10′ 35″ O                                                           | patrimônio registrado pelo Inventário de Monumentos RJ                                                                            |            |
|        | Pedro Bruno                                                                                               |                        | 22° 45′ 45″ S, 43° 06′ 26″ O                                                           | patrimônio registrado pelo Inventário de Monumentos RJ                                                                            |            |
|        | Pedro I de São Cristovão                                                                                  |                        | 22° 54′ 11″ S, 43° 12′ 51″ O                                                           | patrimônio registrado pelo Inventário de Monumentos RJ                                                                            |            |
|        | Pedro I do Largo da Cancela                                                                               |                        | 22° 54′ 01″ S, 43° 13′ 30″ O                                                           | patrimônio registrado pelo Inventário de Monumentos RJ                                                                            |            |
|        | Pedro II                                                                                                  |                        | 22° 54′ 20″ S, 43° 13′ 29″ O                                                           | patrimônio registrado pelo Inventário de Monumentos RJ                                                                            |            |
|        | Pensão Mauá                                                                                               |                        |                                                                                        | bem tombado pelo IRPH |            |
|        | Pequeno Jornaleiro                                                                                        |                        | 22° 54′ 24″ S, 43° 11′ 50″ O                                                           | patrimônio registrado pelo Inventário de Monumentos RJ                                                                            |            |
|        | Pereira Passos                                                                                            |                        | 22° 54′ 05″ S, 43° 10′ 45″ O                                                           | patrimônio registrado pelo Inventário de Monumentos RJ                                                                            |            |
|        | Pescador Napolitano                                                                                       |                        | 22° 54′ 23″ S, 43° 11′ 24″ O                                                           | patrimônio registrado pelo Inventário de Monumentos RJ                                                                            |            |
|        | Pharmácia Cordeiro                                                                                        |                        |                                                                                        | bem tombado pelo IRPH |            |
|        | Pierre Richier e Guillaume Chartier                                                                       | março de 2007          | 22° 54′ 27″ S, 43° 10′ 53″ O                                                           | patrimônio registrado pelo Inventário de Monumentos RJ                                                                            |            |
|        | Pirâmide - Ao Amor ao Público                                                                             |                        | 22° 54′ 49″ S, 43° 10′ 33″ O                                                           | patrimônio registrado pelo Inventário de Monumentos RJ                                                                            |            |
|        | Piso de Constaneira do Beco das Cancelas                                                                  |                        | 22° 54′ 07″ S, 43° 10′ 37″ O                                                           | patrimônio registrado pelo Inventário de Monumentos RJ bem tombado pelo IRPH                                                      |            |
|        | Piso de Macadame do Beco dos Barbeiros                                                                    |                        | 22° 54′ 10″ S, 43° 10′ 32″ O                                                           | patrimônio registrado pelo Inventário de Monumentos RJ                                                                            |            |
|        | Piso de Paralelepípedo do Beco dos Braganças                                                              |                        | 22° 53′ 56″ S, 43° 10′ 41″ O                                                           | patrimônio registrado pelo Inventário de Monumentos RJ                                                                            |            |
|        | Piso de Pedra Portuguesa Mosaico de Burle Marx do Largo da Carioca                                        | janeiro de 1981        | 22° 54′ 23″ S, 43° 10′ 42″ O                                                           | patrimônio registrado pelo Inventário de Monumentos RJ                                                                            |            |
|        | Piso de Pé de Moleque da Ladeira Souza Doca                                                               |                        | 22° 55′ 53″ S, 43° 12′ 30″ O                                                           | patrimônio registrado pelo Inventário de Monumentos RJ                                                                            |            |
|        | Piso de Pé de Moleque da Ladeira da Misericórdia                                                          |                        | 22° 54′ 22″ S, 43° 10′ 13″ O                                                           | patrimônio registrado pelo Inventário de Monumentos RJ                                                                            |            |
|        | Piso de Pé de Moleque da Ladeira do Meirelles                                                             |                        | 22° 55′ 19″ S, 43° 11′ 13″ O                                                           | patrimônio registrado pelo Inventário de Monumentos RJ                                                                            |            |
|        | Piso de Pé de Moleque da Rua Jogo da Bola                                                                 |                        | 22° 53′ 55″ S, 43° 11′ 09″ O                                                           | patrimônio registrado pelo Inventário de Monumentos RJ                                                                            |            |
|        | Piso de Pé de Moleque do Beco João José                                                                   |                        | 22° 53′ 52″ S, 43° 11′ 04″ O                                                           | patrimônio registrado pelo Inventário de Monumentos RJ                                                                            |            |
|        | Piso de Pé de Moleque na Ladeira do Vianna                                                                |                        | 22° 54′ 57″ S, 43° 11′ 35″ O                                                           | patrimônio registrado pelo Inventário de Monumentos RJ                                                                            |            |
|        | Piso de Pé de Moleque na Rua Miguel de Paiva                                                              |                        | 22° 55′ 10″ S, 43° 11′ 31″ O                                                           | patrimônio registrado pelo Inventário de Monumentos RJ                                                                            |            |
|        | Piso de Pé de Moleque na Rua Paula Ramos                                                                  |                        | 22° 56′ 09″ S, 43° 12′ 48″ O                                                           | patrimônio registrado pelo Inventário de Monumentos RJ                                                                            |            |
|        | Piso de Pé de Moleque na Rua do Paraíso                                                                   |                        | 22° 54′ 49″ S, 43° 11′ 39″ O                                                           | patrimônio registrado pelo Inventário de Monumentos RJ                                                                            |            |
|        | Piso de Pé de Moleque na Travessa Xavier do Passos                                                        |                        | 22° 56′ 18″ S, 43° 12′ 26″ O                                                           | patrimônio registrado pelo Inventário de Monumentos RJ                                                                            |            |
|        | Piso de Pé de Moleque no Largo dos Neves                                                                  |                        | 22° 54′ 59″ S, 43° 11′ 31″ O                                                           | patrimônio registrado pelo Inventário de Monumentos RJ                                                                            |            |
|        | Piso em Pé de Moleque da Estrada das Paineiras                                                            |                        | 22° 56′ 42″ S, 43° 12′ 19″ O                                                           | patrimônio registrado pelo Inventário de Monumentos RJ                                                                            |            |
|        | Pixinguinha                                                                                               | abril de 1995          | 22° 54′ 16″ S, 43° 10′ 37″ O                                                           | patrimônio registrado pelo Inventário de Monumentos RJ                                                                            |            |
|        | Ponte da Pedra da Moreninha                                                                               |                        | 22° 45′ 16″ S, 43° 06′ 43″ O                                                           | patrimônio registrado pelo Inventário de Monumentos RJ                                                                            |            |
|        | Ponte da Saudade                                                                                          |                        | 22° 45′ 39″ S, 43° 06′ 41″ O                                                           | patrimônio registrado pelo Inventário de Monumentos RJ                                                                            |            |
|        | Portal da Casa de Correção                                                                                | julho de 1850          | 22° 54′ 49″ S, 43° 12′ 04″ O                                                           | patrimônio registrado pelo Inventário de Monumentos RJ                                                                            |            |
|        | Portal do Matadouro                                                                                       |                        | 22° 54′ 39″ S, 43° 12′ 48″ O                                                           | patrimônio registrado pelo Inventário de Monumentos RJ                                                                            |            |
|        | Portão Monumental da Quinta da Boa Vista                                                                  |                        | 22° 54′ 16″ S, 43° 13′ 12″ O                                                           | patrimônio registrado pelo Inventário de Monumentos RJ                                                                            |            |
|        | Portão Monumental do Passeio Público                                                                      |                        | 22° 54′ 47″ S, 43° 10′ 38″ O                                                           | patrimônio registrado pelo Inventário de Monumentos RJ                                                                            |            |
|        | Portão da Coroa do Zoológico                                                                              |                        | 22° 54′ 16″ S, 43° 13′ 43″ O                                                           | patrimônio registrado pelo Inventário de Monumentos RJ                                                                            |            |
|        | Portão de Ferro da Quinta da Boa Vista                                                                    |                        | 22° 54′ 31″ S, 43° 13′ 22″ O                                                           | patrimônio registrado pelo Inventário de Monumentos RJ                                                                            |            |
|        | Portão do Campo de Santana                                                                                |                        | 22° 54′ 18″ S, 43° 11′ 22″ O                                                           | patrimônio registrado pelo Inventário de Monumentos RJ                                                                            |            |
|        | Portão do Largo da Cancela                                                                                |                        | 22° 54′ 06″ S, 43° 13′ 31″ O                                                           | patrimônio registrado pelo Inventário de Monumentos RJ                                                                            |            |
|        | Portão do Parque Darke de Mattos                                                                          |                        | 22° 46′ 02″ S, 43° 06′ 40″ O                                                           | patrimônio registrado pelo Inventário de Monumentos RJ                                                                            |            |
|        | Poço de São Roque                                                                                         |                        | 22° 45′ 13″ S, 43° 06′ 37″ O                                                           | patrimônio registrado pelo Inventário de Monumentos RJ                                                                            |            |
|        | Praça Tiradentes                                                                                          |                        | 22° 54′ 25″ S, 43° 10′ 58″ O                                                           | Património de Influência Portuguesa (base de dados)                                                                               |            |
|        | Praça XV de Novembro                                                                                      |                        | 22° 54′ 11″ S, 43° 10′ 25″ O                                                           | bem tombado pelo IPHAN Património de Influência Portuguesa (base de dados)                                                        |            |
|        | Primavera do Campo de Santana                                                                             |                        | 22° 54′ 24″ S, 43° 11′ 20″ O                                                           | patrimônio registrado pelo Inventário de Monumentos RJ                                                                            |            |
|        | Primavera do Passeio Público                                                                              | janeiro de 1862        | 22° 54′ 49″ S, 43° 10′ 36″ O                                                           | patrimônio registrado pelo Inventário de Monumentos RJ                                                                            |            |
|        | Princesa Isabel na Avenida Treze de Maio                                                                  |                        | 22° 54′ 34″ S, 43° 10′ 36″ O                                                           | patrimônio registrado pelo Inventário de Monumentos RJ                                                                            |            |
|        | Prédio da Alfândega                                                                                       |                        | 22° 53′ 44″ S, 43° 11′ 02″ O                                                           | bem tombado pelo INEPAC |            |
|        | Prédio da CONAB                                                                                           |                        | 22° 54′ 07″ S, 43° 10′ 25″ O                                                           | bem tombado pelo INEPAC |            |
|        | Prédio da Superintendência Regional da Polícia Federal                                                    |                        |                                                                                        | bem tombado pelo INEPAC |            |
|        | Prédio da antiga sede da Secretaria de Estado de Fazenda                                                  |                        | 22° 54′ 06″ S, 43° 10′ 41″ O                                                           | bem tombado pelo INEPAC |            |
|        | Prédio do Tribunal Regional do Trabalho                                                                   |                        |                                                                                        | bem tombado pelo INEPAC |            |
|        | Prédio do antigo Banco Boavista                                                                           |                        |                                                                                        | bem tombado pelo INEPAC |            |
|        | Prédio do antigo DOPS                                                                                     |                        | 22° 54′ 38″ S, 43° 11′ 06″ O                                                           | bem tombado pelo INEPAC |            |
|        | Prédio à Avenida Rio Branco, nº 88 a 94                                                                   |                        | 22° 54′ 11″ S, 43° 10′ 43″ O                                                           | bem tombado pelo INEPAC |            |
|        | Pé a Pé                                                                                                   |                        | 22° 54′ 13″ S, 43° 11′ 26″ O                                                           | patrimônio registrado pelo Inventário de Monumentos RJ                                                                            |            |
|        | Quadra do Grêmio Recreativo Escola de Samba Estácio de Sá                                                 |                        |                                                                                        | bem tombado pelo IRPH |            |
|        | Quartel Central do Corpo de Bombeiros                                                                     |                        | 22° 54′ 32″ S, 43° 11′ 14″ O                                                           | bem tombado pelo INEPAC bem tombado pelo IRPH                                                                                     |            |
|        | Quiosque do Passeio Público                                                                               |                        | 22° 54′ 48″ S, 43° 10′ 35″ O                                                           | patrimônio registrado pelo Inventário de Monumentos RJ                                                                            |            |
|        | Raymundo Corrêa no Passeio Público                                                                        |                        | 22° 54′ 48″ S, 43° 10′ 35″ O                                                           | patrimônio registrado pelo Inventário de Monumentos RJ                                                                            |            |
|        | Real Gabinete Português de Leitura                                                                        | 1880                   | 22° 54′ 19″ S, 43° 10′ 56″ O                                                           | Património de Influência Portuguesa (base de dados) bem tombado pelo INEPAC                                                       |            |
|        | Real e Benemérita Sociedade Portuguesa Caixa de Socorros Dom Pedro V                                      |                        |                                                                                        | bem tombado pelo IRPH |            |
|        | Reflexão Rio - DEPÓSITO                                                                                   |                        | 22° 54′ 21″ S, 43° 11′ 48″ O                                                           | patrimônio registrado pelo Inventário de Monumentos RJ                                                                            |            |
|        | Relógio Modelo Mesbla                                                                                     |                        | 22° 45′ 49″ S, 43° 06′ 24″ O                                                           | patrimônio registrado pelo Inventário de Monumentos RJ                                                                            |            |
|        | Relógio da Taquara - depósito                                                                             |                        | 22° 54′ 22″ S, 43° 11′ 47″ O                                                           | patrimônio registrado pelo Inventário de Monumentos RJ                                                                            |            |
|        | Relógio do Largo da Carioca                                                                               |                        | 22° 54′ 24″ S, 43° 10′ 42″ O                                                           | patrimônio registrado pelo Inventário de Monumentos RJ bem tombado pelo INEPAC                                                    |            |
|        | Reservatório da Carioca                                                                                   |                        | 22° 56′ 43″ S, 43° 12′ 31″ O                                                           | bem tombado pelo INEPAC |            |
|        | Reservatório da Quinta da Boa Vista                                                                       |                        | 22° 54′ 12″ S, 43° 13′ 25″ O                                                           | bem tombado pelo INEPAC |            |
|        | Reservatório de Paquetá                                                                                   |                        | 22° 45′ 20″ S, 43° 06′ 32″ O                                                           | bem tombado pelo INEPAC |            |
|        | Reservatório do França                                                                                    |                        | 22° 55′ 49″ S, 43° 11′ 46″ O                                                           | bem tombado pelo INEPAC |            |
|        | Reservatório do Livramento                                                                                |                        | 22° 53′ 59″ S, 43° 11′ 41″ O                                                           | bem tombado pelo INEPAC |            |
|        | Reservatório do Morro de São Bento                                                                        |                        | 22° 53′ 50″ S, 43° 10′ 46″ O                                                           | bem tombado pelo INEPAC |            |
|        | Reservatório do Morro do Pinto                                                                            |                        | 22° 54′ 14″ S, 43° 12′ 14″ O                                                           | bem tombado pelo INEPAC |            |
|        | Reservatório do Pedregulho                                                                                |                        | 22° 53′ 37″ S, 43° 13′ 57″ O                                                           | bem tombado pelo INEPAC |            |
|        | Retângulo Vazado                                                                                          |                        | 22° 54′ 22″ S, 43° 10′ 55″ O                                                           | patrimônio registrado pelo Inventário de Monumentos RJ                                                                            |            |
|        | Ritmo |                        | 22° 54′ 36″ S, 43° 10′ 20″ O                                                           | patrimônio registrado pelo Inventário de Monumentos RJ                                                                            |            |
|        | Rodolfo Bernadelli no Passeio Público                                                                     |                        | 22° 54′ 45″ S, 43° 10′ 35″ O                                                           | patrimônio registrado pelo Inventário de Monumentos RJ                                                                            |            |
|        | Rui Barbosa                                                                                               |                        | 22° 54′ 25″ S, 43° 10′ 18″ O                                                           | patrimônio registrado pelo Inventário de Monumentos RJ                                                                            |            |
|        | Sala Cecília Meireles                                                                                     |                        | 22° 54′ 52″ S, 43° 10′ 42″ O                                                           | bem tombado pelo INEPAC |            |
|        | Santa Teresa Hotel RJ - MGallery                                                                          |                        | 22° 55′ 19″ S, 43° 11′ 15″ O                                                           | bem tombado pelo IRPH |            |
|        | Santos Dumont                                                                                             |                        | 22° 54′ 42″ S, 43° 10′ 06″ O                                                           | patrimônio registrado pelo Inventário de Monumentos RJ                                                                            |            |
|        | Santuário de Santa Rita de Cássia                                                                         |                        | 22° 54′ 01″ S, 43° 10′ 50″ O                                                           | Património de Influência Portuguesa (base de dados) bem tombado pelo IPHAN                                                        |            |
|        | Saturnino Soares Meirelles                                                                                |                        | 22° 54′ 43″ S, 43° 11′ 19″ O                                                           | patrimônio registrado pelo Inventário de Monumentos RJ                                                                            |            |
|        | Sebastião Leme                                                                                            |                        | 22° 54′ 28″ S, 43° 11′ 39″ O                                                           | patrimônio registrado pelo Inventário de Monumentos RJ                                                                            |            |
|        | Sede da Catedral Presbiteriana do Rio                                                                     |                        | 22° 54′ 29″ S, 43° 10′ 53″ O                                                           | bem tombado pelo INEPAC |            |
|        | Sede da Procuradoria Geral do Estado                                                                      |                        | 22° 54′ 15″ S, 43° 10′ 22″ O                                                           | bem tombado pelo INEPAC |            |
|        | Sede de "O Cruzeiro"                                                                                      |                        |                                                                                        | bem tombado pelo IRPH |            |
|        | Sede do Banco Boavista                                                                                    |                        |                                                                                        | bem tombado pelo IRPH |            |
|        | Sede do Observatório Nacional                                                                             |                        | 22° 53′ 42″ S, 43° 13′ 23″ O                                                           | bem tombado pelo INEPAC |            |
|        | Serviço de Documentação Geral da Marinha                                                                  |                        | 22° 54′ 14″ S, 43° 10′ 23″ O                                                           | bem tombado pelo INEPAC |            |
|        | Serzedelo Correia                                                                                         |                        | 22° 54′ 21″ S, 43° 13′ 31″ O                                                           | patrimônio registrado pelo Inventário de Monumentos RJ                                                                            |            |
|        | Sinhô | agosto de 1970         | 22° 54′ 21″ S, 43° 11′ 25″ O                                                           | patrimônio registrado pelo Inventário de Monumentos RJ                                                                            |            |
|        | Sobrados à Rua Terezina, nº 12                                                                            |                        |                                                                                        | bem tombado pelo IRPH |            |
|        | Sobrados à Rua Terezina, nº 14                                                                            |                        |                                                                                        | bem tombado pelo IRPH |            |
|        | Sociedade Brasileira de Belas Artes                                                                       |                        | 22° 54′ 36″ S, 43° 11′ 00″ O                                                           | bem tombado pelo INEPAC |            |
|        | Solar Windsurfer, A Leveza da Pedra                                                                       |                        | 22° 54′ 37″ S, 43° 10′ 02″ O                                                           | patrimônio registrado pelo Inventário de Monumentos RJ                                                                            |            |
|        | Solar del Rei                                                                                             |                        | 22° 45′ 35″ S, 43° 06′ 33″ O                                                           | bem tombado pelo IPHAN Património de Influência Portuguesa (base de dados)                                                        |            |
|        | São Cristovão                                                                                             |                        | 22° 53′ 48″ S, 43° 13′ 00″ O                                                           | patrimônio registrado pelo Inventário de Monumentos RJ                                                                            |            |
|        | São Francisco de Assis do Jardim Zoologico                                                                | outubro de 1982        | 22° 54′ 14″ S, 43° 13′ 50″ O                                                           | patrimônio registrado pelo Inventário de Monumentos RJ                                                                            |            |
|        | Sérgio Cardoso                                                                                            |                        | 22° 55′ 08″ S, 43° 10′ 59″ O                                                           | patrimônio registrado pelo Inventário de Monumentos RJ                                                                            |            |
|        | Sítio Arqueológico do Cais do Valongo                                                                     |                        | 22° 53′ 48″ S, 43° 11′ 14″ O                                                           | bem tombado pelo INEPAC |            |
|        | Tamarineira à Praia José Bonifácio                                                                        |                        |                                                                                        | bem tombado pelo INEPAC |            |
|        | Tamarineira à Praia Marechal Floriano                                                                     |                        |                                                                                        | bem tombado pelo INEPAC |            |
|        | Tartaruga                                                                                                 |                        | 22° 54′ 05″ S, 43° 10′ 33″ O                                                           | patrimônio registrado pelo Inventário de Monumentos RJ                                                                            |            |
|        | Teatro Carlos Gomes                                                                                       |                        | 22° 54′ 26″ S, 43° 10′ 57″ O                                                           | bem tombado pelo IRPH |            |
|        | Teatro Glauce Rocha                                                                                       |                        | 22° 54′ 27″ S, 43° 10′ 36″ O                                                           | bem tombado pelo INEPAC |            |
|        | Teatro João Caetano                                                                                       |                        | 22° 54′ 22″ S, 43° 10′ 56″ O                                                           | Património de Influência Portuguesa (base de dados)                                                                               |            |
|        | Teatro Municipal do Rio de Janeiro                                                                        | 1909                   | 22° 54′ 32″ S, 43° 10′ 36″ O                                                           | bem tombado pelo INEPAC |            |
|        | Teixeira de Freitas                                                                                       |                        | 22° 54′ 33″ S, 43° 10′ 10″ O                                                           | patrimônio registrado pelo Inventário de Monumentos RJ                                                                            |            |
|        | Templo em Ruinas ou de Apolo                                                                              |                        | 22° 54′ 20″ S, 43° 13′ 20″ O                                                           | patrimônio registrado pelo Inventário de Monumentos RJ                                                                            |            |
|        | Templo à Árvore                                                                                           |                        | 22° 46′ 00″ S, 43° 06′ 49″ O                                                           | patrimônio registrado pelo Inventário de Monumentos RJ                                                                            |            |
|        | Terra | janeiro de 1984        | 22° 54′ 15″ S, 43° 10′ 29″ O                                                           | patrimônio registrado pelo Inventário de Monumentos RJ                                                                            |            |
|        | Tigre Esmagando a Cobra                                                                                   | janeiro de 1948        | 22° 54′ 19″ S, 43° 13′ 46″ O                                                           | patrimônio registrado pelo Inventário de Monumentos RJ                                                                            |            |
|        | Tiradentes                                                                                                | maio de 1926           | 22° 54′ 15″ S, 43° 10′ 28″ O                                                           | patrimônio registrado pelo Inventário de Monumentos RJ                                                                            |            |
|        | Trabalho (Labor)                                                                                          |                        | 22° 54′ 35″ S, 43° 10′ 36″ O                                                           | patrimônio registrado pelo Inventário de Monumentos RJ                                                                            |            |
|        | Trabalho de aço                                                                                           | julho de 1923          | 22° 54′ 23″ S, 43° 13′ 42″ O                                                           | patrimônio registrado pelo Inventário de Monumentos RJ                                                                            |            |
|        | Tribunal Regional Eleitoral do Rio de Janeiro                                                             |                        | 22° 54′ 07″ S, 43° 10′ 33″ O                                                           | bem tombado pelo IRPH |            |
|        | Túnel da Moreninha                                                                                        |                        | 22° 45′ 17″ S, 43° 06′ 44″ O                                                           | patrimônio registrado pelo Inventário de Monumentos RJ                                                                            |            |
|        | Túnel na Pedra I de Paquetá                                                                               |                        | 22° 46′ 02″ S, 43° 06′ 41″ O                                                           | patrimônio registrado pelo Inventário de Monumentos RJ                                                                            |            |
|        | Túnel na Pedra II de Paquetá                                                                              |                        | 22° 46′ 02″ S, 43° 06′ 41″ O                                                           | patrimônio registrado pelo Inventário de Monumentos RJ                                                                            |            |
|        | Túnel na Pedra III de Paquetá                                                                             |                        | 22° 46′ 02″ S, 43° 06′ 41″ O                                                           | patrimônio registrado pelo Inventário de Monumentos RJ                                                                            |            |
|        | Túnel na Quinta da Boa Vista                                                                              | janeiro de 1876        | 22° 54′ 18″ S, 43° 13′ 22″ O                                                           | patrimônio registrado pelo Inventário de Monumentos RJ                                                                            |            |
|        | Vaso I do Terraço da Quinta                                                                               |                        | 22° 54′ 21″ S, 43° 13′ 33″ O                                                           | patrimônio registrado pelo Inventário de Monumentos RJ                                                                            |            |
|        | Vaso II do Terraço da Quinta                                                                              |                        | 22° 54′ 20″ S, 43° 13′ 32″ O                                                           | patrimônio registrado pelo Inventário de Monumentos RJ                                                                            |            |
|        | Vaso Monumental do Terraço da Quinta                                                                      |                        | 22° 54′ 20″ S, 43° 13′ 30″ O                                                           | patrimônio registrado pelo Inventário de Monumentos RJ                                                                            |            |
|        | Vaso do Jardim Zoológico                                                                                  |                        | 22° 54′ 14″ S, 43° 13′ 50″ O                                                           | patrimônio registrado pelo Inventário de Monumentos RJ                                                                            |            |
|        | Vaso do Parque Noronha Santos                                                                             |                        | 22° 54′ 24″ S, 43° 11′ 50″ O                                                           | patrimônio registrado pelo Inventário de Monumentos RJ                                                                            |            |
|        | Vasos da Avenida Presidente Vargas                                                                        |                        | 22° 54′ 09″ S, 43° 11′ 00″ O                                                           | patrimônio registrado pelo Inventário de Monumentos RJ                                                                            |            |
|        | Verticalidade - depósito                                                                                  |                        | 22° 54′ 21″ S, 43° 11′ 50″ O                                                           | patrimônio registrado pelo Inventário de Monumentos RJ                                                                            |            |
|        | Verão do Campo de Santana                                                                                 |                        | 22° 54′ 24″ S, 43° 11′ 17″ O                                                           | patrimônio registrado pelo Inventário de Monumentos RJ                                                                            |            |
|        | Verão do Passeio Público                                                                                  | janeiro de 1862        | 22° 54′ 47″ S, 43° 10′ 37″ O                                                           | patrimônio registrado pelo Inventário de Monumentos RJ                                                                            |            |
|        | Vicente Celestino                                                                                         |                        | 22° 54′ 23″ S, 43° 11′ 24″ O                                                           | patrimônio registrado pelo Inventário de Monumentos RJ                                                                            |            |
|        | Victor Meirelles no Passeio Público                                                                       |                        | 22° 54′ 49″ S, 43° 10′ 38″ O                                                           | patrimônio registrado pelo Inventário de Monumentos RJ                                                                            |            |
|        | Vila Operária Salvador de Sá                                                                              |                        |                                                                                        | bem tombado pelo IRPH |            |
|        | Villa Lobos                                                                                               |                        | 22° 54′ 32″ S, 43° 10′ 34″ O                                                           | patrimônio registrado pelo Inventário de Monumentos RJ                                                                            |            |
|        | Vênus Reclinada                                                                                           | janeiro de 1991        | 22° 54′ 06″ S, 43° 10′ 33″ O                                                           | patrimônio registrado pelo Inventário de Monumentos RJ                                                                            |            |
|        | Zeferino de Oliveira                                                                                      |                        | 22° 53′ 52″ S, 43° 13′ 05″ O                                                           | patrimônio registrado pelo Inventário de Monumentos RJ                                                                            |            |
|        | Zumbi dos Palmares                                                                                        | novembro de 1986       | 22° 54′ 25″ S, 43° 11′ 46″ O                                                           | patrimônio registrado pelo Inventário de Monumentos RJ                                                                            |            |
|        | edifício-sede da Associação Brasileira de Imprensa                                                        |                        | 22° 54′ 33″ S, 43° 10′ 29″ O                                                           | bem tombado pelo IPHAN |            |
|        | À Augusto Silva                                                                                           |                        | 22° 46′ 00″ S, 43° 06′ 40″ O                                                           | patrimônio registrado pelo Inventário de Monumentos RJ                                                                            |            |
|        | À Castanegto                                                                                              |                        | 22° 45′ 11″ S, 43° 06′ 33″ O                                                           | patrimônio registrado pelo Inventário de Monumentos RJ                                                                            |            |
|        | À Edson Luis                                                                                              |                        | 22° 54′ 33″ S, 43° 10′ 18″ O                                                           | patrimônio registrado pelo Inventário de Monumentos RJ                                                                            |            |
|        | À Guignard                                                                                                |                        | 22° 54′ 27″ S, 43° 10′ 51″ O                                                           | patrimônio registrado pelo Inventário de Monumentos RJ                                                                            |            |
|        | À Hermes Fontes                                                                                           |                        | 22° 45′ 53″ S, 43° 06′ 36″ O                                                           | patrimônio registrado pelo Inventário de Monumentos RJ                                                                            |            |
|        | À Joaquim Manuel Macedo                                                                                   |                        | 22° 46′ 02″ S, 43° 06′ 41″ O                                                           | patrimônio registrado pelo Inventário de Monumentos RJ                                                                            |            |
|        | À Melvin Jones e Armando Farjado                                                                          |                        | 22° 54′ 22″ S, 43° 10′ 36″ O                                                           | patrimônio registrado pelo Inventário de Monumentos RJ                                                                            |            |
|        | À Saudade do Rio                                                                                          |                        | 22° 54′ 49″ S, 43° 10′ 33″ O                                                           | patrimônio registrado pelo Inventário de Monumentos RJ                                                                            |            |
|        | África |                        | 22° 54′ 21″ S, 43° 13′ 32″ O                                                           | patrimônio registrado pelo Inventário de Monumentos RJ                                                                            |            |
|        | Álvaro Reis                                                                                               |                        | 22° 54′ 37″ S, 43° 12′ 14″ O                                                           | patrimônio registrado pelo Inventário de Monumentos RJ                                                                            |            |
|        | Ásia |                        | 22° 54′ 20″ S, 43° 13′ 33″ O                                                           | patrimônio registrado pelo Inventário de Monumentos RJ                                                                            |            |
|        | Âncora |                        | 22° 54′ 13″ S, 43° 10′ 15″ O                                                           | patrimônio registrado pelo Inventário de Monumentos RJ                                                                            |            |

∑ 795 items.